# 미우라 하루마
미우라 하루마(三浦 春馬, 1990년 4월 5일 ~ 2020년 7월 18일)는 일본의 배우, 가수이다. 이바라키현 쓰치우라시 출신으로, 생전 소속은 아뮤즈이다. 일본을 대표하는 젊은 남성 배우 중 한 명으로, 드라마·영화·무대·뮤지컬 등 폭넓게 활약하고 연기력 외에도 뛰어난 가창력과 표현력으로 널리 인정 받았다. 신장은 178cm, 혈액형은 AB형이다.
2020년 7월 18일 오후 1시 자택에서 숨진 채 발견되었고, 조사 결과 사인은 자살로 판명되었다.(자세한 내용은 하단의 문단에서 설명한다)

## 약력
향년 30세까지, TV / WEB 드라마 52편 (이중에서도 주연작은 16편), 영화 30편 (이중에서 주연작은 12편), 무대 8편 (이중에서 주연작은 6편), 콘서트 공연 22회, 기타 프로그램, CM 등에 다수 출연, 그 외에도 버라이어티와 라디오 프로그램에도 다수 출연했다.

### 아역에서 경력 (1994년 ~ )
1994년 어머니의 권유로 4세 때부터 아동 극단 액터 스 스튜디오 츠쿠바 학교에 소속, 1997년에 NHK 연속 TV 소설 《아구리》에서 아역으로 데뷔해 영화 첫 출연은 1999년 《금융부식열도 주박》이다.
2002년 《숲의 학교》로 영화 첫 주연. 이 작품의 니시가키요시하루 감독은 미우라의 공향인 쓰치우라시(이바라키현)에 “천재적인 아역이 있다”는 소문을 듣고 당시 초등학교 5학년이었던 미우라와 만났고, “정말 매력적이고 특히 감성이 풍부했다. 이쪽에서 말한 것을 2배, 3배는 깊이 이해하고 연기에 표현해 낸다. 접하고 있어도 순수하고 섬세한 저런 아이는 또 다시 없지 않을까라고 할 정도로 훌륭한다”라고 촬영 이전의 오래 전부터 「하루마 군이 주역이다」라고 결정했다. 액터스 스튜디오 시절에는 마츠 카즈야, 스즈키 카즈야와 함께 댄스팀 〈Brash Brats〉를 결성해 (개명전 〈keepout〉 〈INAZUMA〉) 보컬을 담당했다.(2005년 활동 중단)
2004년부터 아뮤즈에 소속. 그 후에도 연속 TV 소설 《파이트》, 《지금 만나러 갑니다|지금, 만나러 갑니다》, 《언페어》 등 드라마를 중심으로 순조롭게 경력을 쌓아갔다.
2006년 영화 《캐치 어 웨이브》에 주연, 또한 같은 해 중학생의 임신이라는 주제를 다룬 사회파 드라마 《14세의 어머니》(NTV)에서 여주인공의 상대역을 맡아 주목을 모았다. 2006년 ~ 2013년에는 아뮤즈의 팬 감사제 통칭 〈핸섬 라이브〉에 출연 (2013년 영상 출연). 또한 2007년 ~ 2018년까지, Act Against AIDS (약칭 : AAA) 자선 콘서트 (일본 무도관)에도 출연.

### 성인 배우로서의 도약 및 인기 상승, 활약 (2007년 ~ 2015년)
2007년, 영화 《연공: 안녕, 사랑하는 모든 것》의 대히트로 브레이크. 본작에서는 제31회 일본 아카데미상 신인 배우상을 수상했다. 〈즐거운 핸섬 라이브〉에서는 유일한 솔로로 후쿠야마 마사하루의 〈TRUE LOVE〉를 기타 연주로 가창했다.
2008년 영화 《나오코》로 제63회 마이니치 영화 콩쿠르 스포니치 그랑프리 신인상을 수상했다. 드라마에서는 신진 배우의 등용문인 《고쿠센》(NTV)의 제3 시리즈 메인 학생을 연기,, 《블러디 먼데이》(TBS)에서는 테러 조직과 대결하는 천재 고등학생 해커 역으로 연속 드라마 첫 단독 주연을 완수했다. 호평을 받아 이 작품은 2010년에 속편도 만들어졌다.
2009년, 호리코시 고등학교 졸업. 같은 해 첫 무대 《별의 대지에 내리는 눈물》에서 주연을 맡아 노래와 춤, 난투 장면에도 도전, “19세라고는 생각되지 않는다”고 할 정도의 압도적인 존재감의 퍼포먼스로 큰 주목을 받았다. 또한 평범한 고교생과 사무라이의 두 역을 연기 나눈 《사무라이 하이스쿨》(2009년 10월기, NTV)에 이어 《블러디 먼데이 Season2》(2010년 1월기, TBS)의 연속 드라마에 주연. 이것은 매우 이례적인 일으로, 20세에 10년이 넘는 경력을 바탕으로 연기력은 단연 돋보이고 있다. 같은 해 제33회 엘란도르상 신인상을 수상했다.
2010년 2월, 사토 타케루와의 공동 기획 작품 DVD
〈HT ~NY의 중심에서, 냄비를 쪼아 먹다~〉를 발매. 발매 첫 주에 12,000장이 팔려 3월 1일자 오리콘 DVD 랭킹에서 종합 5위를 획득. 일본인 남성 배우 「아이돌 이미지 작품 부문」에서 역대 최고 순위를 기록했다. 같은 해 절대적인 인기를 자랑하는 소녀 만화 실사 영화 《너에게 닿기를》에 주연. 미우라가 연기한 고교생 카제하야 역은 상쾌하고 매우 호감도가 높은 초인기 캐릭터로 인해, 공개 전에 인터넷에서 캐스팅에 대한 부정적인 목소리도 여기저기서 있었지만, 미우라의 호연에 원작자도 “리얼 카제하야”라고 확실한 보증으로, 영화 관객 동원 랭킹으로 첫 등장 2위, 영화 전문 사이트 〈피아〉에서는 첫날 만족도 랭킹 2위의 기록했다.
2011년 《소중한 것은 전부 네가 가르쳐 주었어》(후지 TV)에서 첫 게츠쿠 드라마에 주연, 20세 나이에 교사 역을 맡은 점에서도 화제가 되었다. 2012년 3월부터 《위 미트 세븐》, 12월부터 《ZIPANG PUNK ~고에몬 락 III》의 뮤지컬 2편에 출연.
2013년 민방 연속 드라마 《라스트 신데렐라》(후지 TV)에 출연. 미우라가 연기한 사에키 히로토 역의 비주얼과 미소의 성적 매력은 큰 화제가 히트를 견인해, 최종화 미우라의 출연 장면에서 순간 최고 시청률 20.9%를 기록했다. 이 작품의 촬영 종료 후에는, 단기 유학으로 1개월 정도 뉴욕에 머물렀다. 또한 같은 해 출연 영화 《영원의 0》로 제38회 일본 아카데미상 우수 남우조연상을 수상. 동년에는 웨이보의 공식 계정을 개설했다.
2014년에는 “생명을 소재로 한 드라마를 하고 싶다”라고 스스로 기획을 제안한 《내가 있었던 시간》(후지 TV)에서 근위축성 측삭경화증(ALS)을 앓고 있는 레슬링 선수의 주인공을 열연. 전작 「라스트 신데렐라」와는 전혀 다른 역할을 연기해 두 작품을 통해 제51회 갤럭시상 개인상을 수상했다. 같은 해 “항상 자신이 디딘 적이 없는 필드를 목표로 하고 싶다”라고 포부를 밝히며, 일본·중국 합작 영화 《한밤의 5분전》에 출연했다. 올 상하이 로케로 일본인 배우는 미우라만으로, 거의 전편 중국어 대사를 소화해 내, “노력을 하고 참여함으로써 새로운 경지가 확실히 보였고, 그래서 거듭나고 있다는 생각도 있었다. 이 경험이 앞으로의 자신의 배우 인생의 재산이 됐다”고 말했다.
2015년, 오오타케 시노부와 공동 주연한 테네시 윌리엄스의 걸작 희곡 《지옥의 오르페우스》에서 첫 직선 무대에 도전. 비평가의 사카 키요카즈는 “미우라가 얼마나 풍부한 표현력을 지니고 있는지를 증명했다”고 평하고 있다. 영화에서는 《진격의 거인》에 출연, 규격 외의 와이어 액션에 도전했다. 또한 같은 해에 월간지 〈플러스 액트〉의 연재 「일본제」를 시작, 처음에는 가고시마현에서 같은 해 12월에 게재되었다. 이 연재는 2019년까지 5년간 계속되었다.

### 무대에서의 존재감 표현의 장을 확대 (2016년 ~ 2020년)
2016년 신디 로퍼가 전곡 작사·작곡해 2013년 토니상 6개 부문을 수상한 대히트 브로드웨이 뮤지컬 《킹키 부츠》의 일본판에 출연했다. 미우라는 본작을 2013년에 “뉴욕에서 보고 충격을 받아 일본판을 상연하게 된다면 절대로 자신이 연기하고 싶다”라고 갈망하고 역할에 맞는 육체 개조도 하여, 오디션으로 드래그 퀸 로라 역을 획득했다. 전 공연 당일 매진으로, 연일 관중들의 기립 박수를 받아, 제24회 요미우리 연극 대상에서 우수 남우주연상과 스기무라 하루코상을 수상했다. 이후 “초연이 막을 내린 순간부터 재연하려고 했던 전환기가 된 작품”이라고 말했다. 2019년에 더 파워업으로 재연되어 다시 큰 성공을 거뒀다.
2017년 세 번째 대하드라마 출연이 되는 《여자 성주 나오토라》에서 이이 나오치카 역을 호연. 또한 이 해에 런던에서 2개월간의 단기 유학을 하였다.
2018년 4월부터 기행 프로그램 《세계는 원하는 것으로 넘쳐나고 있다》(NHK 종합)에서 사회를 담당. 또한 최초의 TBS·TV 도쿄· WOWOW 3국 횡단 Paravi 오리지널 드라마 《tourist 관광객》의 전 이야기에 출연했다. Paravi는 미우라가 연기하는 아메쿠 마메센의 원 버전이 독점 전달되는 등 새로운 형태도 화제가 된 작품이다. 드라마 촬영은 처음으로 올 해외 로케에(방콕, 타이베이, 호치민), 염원의 영어 대사에도 도전했다. 영화에서는 히트작 《은혼》에서 중요한 인물인 이토 카모타로 역을 맡았다.
2019년 1월부터 무대 《죄와 벌》에 주연. 2015년에 출연한 《지옥의 오르페우스》에서도 팀을 이루어, 미우라의 재능을 높이 평가한 세계적인 연출가 필립 브린은 어려운 역·주인공 라스코리니코후에 대해 “이 역을 연기 해달라고 하고 싶은 배우는 세계 어디를 찾아도 미우라 하루마 이외는 생각할 수 없다”고 말했다. 본작 종연 2달 후에 개막한 《킹키 부츠》 (재연)의 두 작품으로 2019년도 WOWOW presents~마음대로 연극 대상에서 남우주연상을 수상했다. 같은 해 6월부터 폴 스미스 브랜드 최초의 일본의 남성 브랜드 대사로 임명되었다. 같은 해 7월부터 드라마 《투윅스》(후지 TV)에 출연, 첫 아버지 역을 맡았다. 8월 본작의 주제가 〈Fight for your heart〉로 가수 데뷔. 이 1st 싱글은 《FNS 노래의 여름 축제》(후지 TV) 생방송로 첫 피로했는데, 하이톤 목소리의 전례없는 매력, 압도적인 표현력으로 보는 이를 경악케하는 본업인 가수들도 압도할 정도였다고 한다. 출연 후 트위터 트렌드 워드의 상위에 「#미우라 하루마」가 오를만큼 새로운 미우라의 일면에 주목했다. 같은 해 서울에서 개최된 서울 드라마 어워즈 2019에서 아시아에서 적극적으로 활약하고 큰 영향력을 가진 배우에게 수여하는 아시아 스타상을 수상했다. 또한 타이완에서 자신의 첫 팬 미팅을 개최, 700여명의 현지 팬들이 모였다.
2020년 1월, 에미상·그래미상·토니상을 수상하고, 아카데미상에도 노미네이트된 미국 뮤지컬계의 슈퍼 스타인 신시아 에리보의 콘서트에 해외 드라마 《글리》 등 세계적인 인기를 자랑하는 매튜 모리슨과 함께 스페셜 게스트로 출연했다. 영어로 노래하고, 신시아와 매튜의 인터뷰도 통역없이 진행하고 있다. 또한 2월에는 아뮤즈의 팬 감사제, 통칭 ‘핸섬’의 15주년 기념 라이브 〈레전드 핸섬〉에 깜짝 출연했다. 같은 해 3월에는 앤드류 로이드 웨버의 일본 초연 작품 《휘슬 다운 더 윈드 ~얼룩없는 눈동자~》에 출연했다. 본 작품은 런던 웨스트 엔드에서 1000회 이상 롱런을 기록하고, 삽입곡 〈No Matter What〉은 세계 18개국에서 히트한 차트 1위, 플래티넘을 획득한 감동 대작이었지만 신종 코로나 바이러스의 감염 확대의 영향으로, 첫날이 2주 뒤에 미뤄지고 마지막 공연이 앞당겨 되는 것 외에 지방 공연도 전 공연 중지 총 53 공연 중 11 공연의 상연하는 결과가 되었다. 같은 해 4월 5일 자신의 30번째 생일에, 저서 〈일본제〉 〈일본제 + Documentary PHOTO BOOK 2019-2020〉의 2권을 동시 출판. 총 408 페이지의 대작인 〈일본제〉는 미우라가 약 5년에 걸쳐 전국 47도 도부현을 둘러싼 일본 문화·전통·역사·산업 등을 공부한 궤적이며, 첫 번째 다큐멘터리 사진집은 지난 1년간 진지하게 임해 온 작품의 무대·자신의 성장을 기록하고 싶다는 생각에서 출간하게 되었다. 경제학자의 다나카 히데오미와 경제 애널리스트 모리나 코헤이는 “〈이 책 (일본제)는 결코 여행 동행, 또는 인기 배우 탤런트 책 이라든가 그런 편하게 읽을 수 있는 내용이 아닌 매우 본격적인 교양 도서〉, 〈일본 발견〉이란 말에 어울리는 1권이다”고 평가하고 있다. 발매일에서 2주만에 재발행이 되었고, 나중에 오리콘 연간 본 랭킹(장르별)의 TOP10에 랭크됐다.
2020년 7월 18일 사망했다.(자세한 내용은 #사망에 대해 문단 참조하십시오.)
같은 해 7월 23일 《컨피던스 맨 JP -프린세스편-》가 공개. 전작 《컨피던스 맨 JP -로맨스편-》에서 미우라가 연기한 제시 역은 스핀오프 작품을 기대하는 목소리가 많았던 인기 캐릭터였다., 사망 5일 후였던 첫날 무대 인사에서는 출연 배우들은 각각 미우라를 언급했다. 본작은 흥행수익 38억엔의 대히트를 기록했다. 다음 날 7월 24일, 2nd 싱글 〈Night Diver〉의 뮤직 비디오가 공개. 이날 밤에는 《뮤직 스테이션 3시간 반 SP》 (TV 아사히)에서 이 곡을 생방송으로 공개할 예정이었다. MV 조회수는 공개에서 불과 하루 반 만에 60만 회를 넘어 29일 기준으로 1000만 회를 기록했다. 같은 해 8월 15일, NHK 드라마 《태양의 아들》이 방송. 본작은 갤럭시상 TV 부문 9월도 월간상을 수상했다. 순박함과 광기를 겸비한 주인공을 연기하는 야기라 유야의 연기력과 대조적인 미우라 하루마의 단정함과 아리무라 카스미의 힘, 다나카 유코의 불확실성도 좋았다고 평가되었다. 같은 해 8월 26일, 2nd 싱글 〈Night Diver〉 발매. 자신이 처음으로 작사·작곡을 다룬 〈You & I〉 또한 초회 한정반 DVD에는 뮤직 비디오 (MV) 세 번째로 〈YOU Studio Acoustics Live Ver.)도 수록했다. 오리콘 차트 8월 25일자 데일리 싱글 랭킹에서 매출 15만 213장을 기록해 첫 등장 2위를 차지했으며, 10월도 플래티넘을 인증 받았다. 디지털 전달 〈You & I〉가 130만 DL를 기록하며, 8월 26일자 ‘오리콘 데일리 디지털 싱글 (단곡) 랭킹’에서 첫 등장 1위를 획득. 또한 이 CD의 수록곡 〈ONE〉은 130만 DL에서 2위, 선행 전달되고 있던 〈Night Diver〉는 1.2만 DL로 3위를 차지, 2nd 싱글에 수록되어 총 3곡이 TOP 3를 차지하는 형태가 되었다.
같은 해 9월 마지막 드라마 출연작인 TBS 계열 화요 드라마 《돈 떨어지면 사랑의 시작》이 방송 되었다.
2020년 가을에는 자신의 첫 쇼케이스 《Haruma Miura "Show Case Live 2020 (가제)》가 도쿄와 오사카에서 개최 예정이라고 발표되고 있었지만, 신형 코로나 바이러스의 확산으로 개최는 중지되었다. 2020년 12월 11일에 자신의 첫 사극 주연 영화 《천외자》가 공개. 에도막부 말기부터 메이지 시대 초기에 활약한 고다이 도모아쓰의 이야기를 영화화한 작품으로, 2013년에 〈고다이 도모아쓰 프로젝트〉로 시작한 촬영은 2019년에 종료되었다.
2021년 3월 12일 영화 《브레이브 -군청 전기-》가 공개. 주인공을 지도하는 도쿠가와 이에야스 역으로 출연했다. 또한 같은 해에 《극장판 태양의 아들》의 개봉도 예정되어 있다.

### 사망에 대해
2020년 7월 18일 오후부터 드라마 《돈 떨어지면 사랑의 시작》의 촬영 작업이 예정되어 있어, 매니저가 집에 데리러 갔다. 그러나 응답이 없고 메일 등을 보내도 답장이 없었기 때문에 관리 회사를 통해 집 열쇠를 열어 입실했는데 이미 의식이 없는 상태로, 병원으로 이송됐으나 이후 사망이 확인되었다. 30세 사망. 발견시에는 목을 맨 상태였다.
소속사 아뮤즈는 웹사이트에 의견을 게재하고 미우라가 7월 18일 오후 2시 10분에 도내의 병원에서 사망했다고 발표했다. 또한 49일 즈음의 코멘트를 통해 “경찰의 현장 및 시간 경과 검증 결과, 사건성은 확인되지 않고, 검시 결과 사인은 자살이라는 보고를 받았다”고 전했다. 장례·고별식은 친족과 소속사 관계자 만이 참석해 같은 해 7월 20일에 거행되었다.
소속사는 추도식 등을 원하는 팬의 목소리도 많이 전해진 것으로, 신종 코로나 바이러스 감염 예방을 배려하는 한쪽으로 시기를 고려하여 작별회를 마련할 계획이다고 발표했다. 같은 달 31일 소속사는 “작별회가 거행될 때까지, 여러분의 메시지를 보관한다”며 사이트를 개설했다. 같은 해 10월 28일 소속사 아뮤즈는 연내 실시를 위해 조정해 〈이별의 모임〉에 대해 신종 코로나 바이러스 감염 여부 및 기타 모든 상황을 고려해, 또한 “아티스트 미우라 하루마가 정중하게 임해 온 작품과 생각을 여러분에게 전달하는 것을 중요시한다”며, 미공개 영화 3작품이 모두 공개된 후, 2021년 7월을 기준으로 실시할 의향을 나타냈다.

#### 사망 이후, 영향
갑작스런 사망은 〈일본 열도에 충격〉 등 톱 뉴스로 연일 언론에서 다루어 졌다. 해외에서는 영국에서 가장 오래된 타블로이드 〈데일리 메일〉에서 “《너에게 닿기를》이나 《진격의 거인》 등에 출연한 스타 배우”라고 소개되었고, 그 외에도 프랑스 뉴스 프로그램 《MFTV》에서 속보로 보도, 타이완의 방송국 《TVBS》와 CNN 인도네시아, 또한 미국 〈할리우드 리포터지〉나 프랑스 〈프리미어 페이퍼〉 등이 잇따라 보도했다. 대만 중앙 통신사, 홍콩 애플 데일리, 중국 Weibo(시나 웨이보) 톱 뉴스로 보도하고 있다. 미국 〈버라이어티〉, 영국의 〈인디펜던트〉, 프랑스 〈피가로〉 등 유명 미디어가 사망을 트위터 등에서 보도하며, 그 재능을 아쉬워하는 목소리가 SNS에 많이 전해졌다.
특히 높은 인기를 자랑하던 중국에서는 2020년 7월 18일 오후 8시, 미우라 하루마 관련 뉴스의 PV가 11억 뷰를 넘어 더욱 계속 상승해 관련 코멘트도 25만을 넘고 있었다. 일본인으로서는 톱 5에 들어가는 392만명의 팔로워가 있었던 웨이보(시나 웨이보) 계정에서도 슬픔의 목소리가 넘쳤다.
과거의 공연자와 친구, 트레이너 및 현장 관계자 등 국내외·다방면에서 전해진 추도 코멘트는 100여명에 이른다.

## 인물
이름에는 〈(1990년) 오년 봄에 태어난〉, 〈하늘을 건강하게 뛰어 올라간 준마처럼〉이라는 뜻과 소원이 담겨져 있다. 명명한 부모는 어머니로, 미우라(三浦) 성씨는 아버지 쪽의 성이다. 〈부모가 제출한 (아역) 오디션을 받으면 합격해 버렸다〉는 것이 연예 활동의 시작이다. 어린 시절부터 신장이 크고, 아역 시절부터 실제 나이보다 위에 보이는 경우가 많았다.
- 각 매체는 〈정통파 미남으로 평온한 미소가 인상적〉,[112] 〈높은 신장과 긴 팔다리로 압도적인 화성이 높은 신체 능력으로 스피디한 액션도 가능한 스타성이 뛰어난 배우, 그늘이 있는 섬세한 연기를 매료하고 영상과 무대의 두 가지의 매력〉,[113][114] 〈등신대의 청년 이미지에서 기이한 캐릭터까지 변환 자재로 연기 재능, 노래도 춤도 있고, 자신의 길을 걸어 갈 수 있었다〉,[115] 〈아역에서 순조롭게 계속해 올라온, 지금까지 없는 유형〉,[115] 〈다른 젊은 배우와는 뚜렷함의 다른 빛이 있다〉,[116] 〈프로 의식으로 가득하다〉 등으로 평가된다.[117] 《천외자》가 촬영된 일본 시대극의 본고장인 쇼치쿠 촬영소는 그 길의 숙련된 스태프들로부터 “아, 대단한 몸으로, 배우로서의 책임감도 있고, 회로가 큰, 난투 장면도 있는 그런 사극 배우가 오래간만에 나타났다”, “하루마 군 앞으로 사극의 주연이 증가하지 않을까”라고 평가되었다.[118] 자신의 외모나 재능에 만족하고, 〈연예계 최고의 노력파〉라고 불릴 정도로 목표에 대해 한결같은 반면,[119][120][121] 자신이나 주변 환경에 대한 부감이나, 냉정하게 관찰하는 시선을 가지고 있어 그것으로 인품·인간성도 엿보인다.[117] 항상 생각을 둘러 싼 인터뷰 등으로[122] 자신의 통찰력을 드러내고 있어 〈학구적 〉, 〈지적〉라고도 평가된다.[116]

### 인품
- 관계자의 미우라 대한 인상은 일치해, 〈성실하고 거짓말이 없고, 곧고 순진한, 마음이 아름답다〉, 〈매력적인, 청년으로 주위에 기분을 좋게 한다〉, 〈겸손하고, 항상 전혀 잘난 척하는 모습 없이 기분 좋게 일을 부탁하고, 매우 사려 깊다〉며, 〈성실, 책임감이 강한 작품 제작에 누구보다 열심히 노력하고, 직장에서 타인에게 폐를 끼치는 것을 제일로 싫어한다〉 등으로 평가되어 연예계에서도 덕망이 두껍고, 공연자와 후배로부터 존경 받고 있다.[2][27][113][116][117]

(당신에게 사랑이란?) 어려운 질문이네요. 사랑과 용서는 말하고 싶지 않아요. 그런 정신에 공감하지만. 오히려 사람을 배려하는 마음을 가지면 사람을 용서해야 같은 상황이 되지 않는 것은 아닐까, 라고. 
- 저서 〈일본제〉는 월간지 〈플러스 액트〉의 연재를 서적화한 것이지만, “일본의 공예·음식·산업 등을 더 알고 싶고, 일본의 매력을 해외의 사람도 제대로 전하고 싶다”라는 생각에서 기획. 다망한 스케줄을 안고, 잡지 연재 하나를 위해 매번 지방 로케에 비해 이동과 숙박을 하고, 게다가 현지 장인들에게 정중하게 취재를 거듭하면서 사전 공부도 제대로 해오며, 47 전체 도시를 돌 때까지 약 5년간 계속했다. 취재에서 얻은 시사, 연극 산업과 연기의 의미에 대해서도 미우라 자신의 말로 말하고 있어,[123][124] “우리 배우도 각오를 가지고 연기하는 일에 나서야 전문적인 일이 있는 것이 얼마나 소중한지를 느껴지는 취재했다”라고 말하고 있다. 일반인 등과의 따뜻한 에피소드와 미우라의 ‘배려’가 엿보이는 에피소드들도 많이 말해지고 있다.[117]
  - 자신이 단골 빵집 주인이 입원했을 때는 병문안을 하거나, 빵집의 출입구 매트가 말려 있던 때 몸을 굽혀 손으로 매트를 고치고 있었다. 또한 미우라가 살던 아파트의 거주자는 인사 정도의 관계였지만, 선술집을 하고 있는 이야기를 듣고 미우라는 실제로 그 술집을 찾았다.[125]
  - 미우라을 자주 촬영하고 통역도 맡은 대만 사진가 아이비 첸은 “아들과 함께 도쿄의 병원에서 수술을 받았을 때, 특별히 병문안을 와줬다.” “대만에서 지진이 발생했을 때, LINE 안에서 가족이나 지인에게 피해가 있었는지 가장 먼저 염려해 주었다”고 말하고 있다.[119]

- 정평이 나 있는 높은 신체 능력은 《진격의 거인》(2015년)에서 와이어 액션과 12cm의 힐을 신고 무대 위에서 노래와 춤을 선보인 《킹키 부츠》 (2016년)에서, 절도있는 댄스와 뛰어난 난투 액션신 등이 곳곳에서 발휘되고 있다. 운동 신경이 무척 좋으며,[126] 무대 《별의 대지에 내리는 눈물》(2009년)와 《위 미트 세븐》(2012년)에서 공중제비를 선보이고 있으며, 《ZIPANG PUNK ~고에몬 락 III》(2012년)의 실전에 애드립으로 백공중을 한 적이 있다.[127] 《KinKi Kids의 붕부붕》(후지 TV 계열, 2016년 7월 3일 방송)에서 체력 측정을 테마로 게스트로 출연했을 때는[128] 모든 평균을 가볍게 넘은 결과를 냈다. 뇌의 명령 계통과 몸의 신경 협조성을 체크하는 테스트는 ‘100명이 해도 한방에 있는 사람은 없다’는 난이도에서 미우라는 처음으로 완벽하게 지우고 그 자리에 있던 트레이너 “좋은 느낌이다. 젊은이와 상관없이 정말로 머리와 몸의 운동을 할 수 있지 않으면 할 수 없다”고 놀라움을 나타내며 칭찬했다. 또한 20m 셔틀 런에서는 25 ~ 29세 남성의 평균 67회를 크게 웃돌아, 15세 남성의 평균 이상이 되는 92회를 기록했다.[129] 2018년경부터 해외 진출을 염두에 두고, 일본 무용과 난투 장면의 연습을 본격화하고 있다.[주 5][130]

### 가수 활동에 대해
- 액터즈 스쿨 출신으로 10대 때부터 스트리트 라이브 활동, 2006년부터 매년 출연한 〈아뮤즈 핸섬 라이브〉나 Act Against AIDS 자선 콘서트 수많은 뮤지컬 등 가창력과 댄스는 뛰어난 실력이 정평이 나 있었다.[131][132] 2016년에는 《킹키 부츠》에 출연하는데 있어서 뉴욕에서 신디 로퍼의 전속 트레이너로부터 지도를 받고 있다.[70]

- 가수 데뷔(2019년)은 예전부터 “가수 활동을 하지 않는가?”라는 말은 있었지만, 자신은 가수 활동은 피해왔다. 하지만, 나이를 거듭할수록 노래에 대한 관심과 뮤지컬에 도움이 될 것 같은 〈노래의 기술〉을 늘리는 데 관심을 가지고 시작했다. 또한 순수하게 “자신의 작품을 더 많은 사람에게 보이고 싶다”라는 생각에서 드라마(투윅스)의 주제가를 담당했다고 한다.[133][134] 2017년의 주연 드라마 《어른 고교》의 주제가인 타카하시 유우의 〈ルポルタージュ 르포르타주[*]〉는 당초 코러스만으로 참가 예정이었지만, 미우라의 목소리에 다카하시가 매료되어 급거 녹음을 다카하시와 함께 노래한 〈ルポルタージュ 르포르타주[*] (미우라 하루마와 듀엣 ver.)〉의 레코딩을 실시. 이 음원은 기간 생산 한정반에는 보너스 트랙으로 수록되었다.[135]

- 2019년 《죄와 벌》의 오사카 공연 중에 맞이한 발렌타인 데이는 악과 즉흥적으로 클래식 곡 〈아베마리아 (アヴェ・マリア)〉(캇찌니)를 전편 가성으로 노래. 매우 고음의 키도 흔들리지 않고, 충분히 컨트롤 된 아름다운 목소리를 선보였다.[136]

### 기호·교우 관계
- 요리가 특기로,[116] 남은 음식을 다음날 살리는 〈재활용 요리〉 등도 소개 되어 화제가 되었다.[137] 아침 식사는 스스로 만들어 먹고 있다.[134][138]

- 특기는 서핑, 축구.[4] 초등학교에서 2년간 중학교에서 2년간 축구부에 소속.[108] 서핑은 15세 때 서핑에 얽힌 영화 (《캐치 어 웨이브》)에 출연한 것이 계기가 되어 계속 이어가고 있다. 기타는 중학교 2학년부터 시작하여 연주 할 수 있다.[25]

- 킥 복서의 에바타 무츠미·에바타 루이 형제와는 같은 이바라키현 쓰치우라시 출신으로 초등학교 시절부터 소꿉 친구 사이이다.[139][140] 중학생 시절에는 “함께 (배우와 격투기의 세계에서) 각각 정상에 오른 빛나자”라는 꿈을 말했다. 미우라는 인기 배우로 바쁜 가운데서도 시간이 비워 다소 무리를 해서라도 경기를 관전했다. 에바타 루이는 미우라를 〈강력한 지지자〉, 〈자신보다 열심히 상대를 분석해준다〉라고 전폭적인 신뢰를 보였다.[141][142][143] 미우라는 에비타 형제를 “친구지만 인생의 스승이기도 하다”고 말했다.[144] 2010년 3월, 에바타 무츠미가 신 일본 킥 일본 플라이급 타이틀 매치에서 승리하고 제5대 챔피언이 되었을 때 미우라는 링에서 동생 루이와 소속 체육관 이하라 회장 들에게 둘러싸여 벨트를 감은 무츠미를 목마 태우고 축하했다. 또한 2019년 섣달 그믐날 일본 격투 최대의 이벤트 〈RIZIN.20〉에서 ‘일본 킥복싱계의 정상 결전’이라고도 주목을 받았던 에바타 루이vs나스카와 텐신과의 경기에서는 미우라는 루이의 입장시에 형 무츠미을 포함한 3명으로 링에 꽃길을 걸어 경기에서 코치에 올랐다. 그 모습은 많은 격투기 팬들의 인상에 남는 장면이다.[145] 미우라의 사망 후 8월 9일 〈RIZIN.22〉을 앞두고 있던 에바타 루이는 충격에서 연습을 할 수 없게 대회 사퇴도 생각했다고 하지만 “싸울 메시지를 남기고 싶다”고 부활의 승리를 완수했다. 경기 후 “내 마음 속에 하루마 있었다. 함께 싸웠다”고 생각한다고 말하고 있다.[140][146]

- 중학생 시절부터 유즈의 광팬으로,[147] 유즈의 노래 〈말로는 잘 할 수 없어 (うまく言えない 우마쿠이에나이[*])〉의 뮤직 비디오에도 출연했다.[148] 이 출연을 계기로 친분이 깊어져, 주연 드라마 《내가 있었던 시간》(2014년)에서는 삽입곡 이미지 송 2곡을 유즈가 담당했다. 일본 내에서 신종 코로나 바이러스 감염 확대 방지에 의한 비상 사태 선언이 내려진 기간 때인 2020년 4월에는 인스타그램의 「#노래 연결うたつなぎ 우타츠나기[*]」의 릴레이로 유즈의 〈텅빈 (からっぽ)〉을 부르며 그 바통을 건네받은 키타가와 유진이 거기에 응하는 연주 동영상을 게시하는 등 막역한 사이였다. 부고를 받은 유즈는 「“(중략) 솔직히 마음의 정리가 되지 않습니다” “연기도 훌륭했고, 무엇보다 그 성실한 인품에 매우 끌림게 되었다” “계속 유즈의 팬이예요”하면 조금 수줍어하면서 똑바로 전해 준 그 표정을 지금도 기억하고 있습니다. 놀라운 재능과 인품, 그리고 많은 가능성을 가지고 하루마 군의 죽음은 받아들이기 매우 큰 슬픔입니다」라고 연명으로 말했다. 유즈는 7월 20일에 자신의 유튜브 채널을 업데이트해 〈말로는 잘 할 수 없어 (うまく言えない 우마쿠이에나이[*])〉의 뮤직 비디오를 수익화하지 않고, 가사도 게재하여 유튜브에서 공개했다.[149][150] 뮤지션 JUJU는 2018년부터 MC로 출연한 《세계는 원하는 것으로 넘쳐나고 있다》을 계기로 “터놓고 뭐든지 상담할 수 있고, 서로 푸념을 털어놓는 관계”라고 공언하고, 진짜 남매같은 관계였다고 한다.[151]

- 2011년 TV 아사히 드라마 《태양은 또 뜬다》 에서 함께 출연한 사토 코이치의 통솔력에 감동해 미우라가 〈스승〉으로 받들어 친분이 깊었다. 사토가 미우라에게 말했던, “영상 작품은 사람의 기억에 일시적으로 체재하지만 잊혀져가는 것이기도 하다. 그렇지만, 앞으로 사람의 기억에 남는 배우가 될 수 있으면 최고야, 아니, 될꺼야”라는 말을 잊을 수 없다고 말하고 있다.[152] 《이런 야심한 밤에 바나나라니 ~사랑스러운 실화》(2018년)에서는 부자 역으로 다시 공연했다. 미우라 쇼헤이는 쇼헤이의 데뷔작 《고쿠센 제 3시리즈》(2008년)에 출연한 이래 가장 친한 친구(더블 미우라)로 쇼헤이가 처음 불안을 가진 촬영에 지원하게 된 것이 하루마였다고 한다. 이후 사생활적으로도 함께 서핑에 나가거나 하는 사이였다. 유작인 《돈 떨어지면 사랑의 시작》에도 출연했다. 또한 하루마의 사후에 쇼헤이는 인재 파견 회사 〈구롯뿌〉의 CM 캐릭터를 계승하고 있다.[153][154] 같은 사무소에 소속된 사토 타케루는 《블러디 먼데이》(2008년)에 출연한 이래 가장 친한 친구로 〈서로를 서로 높이는 관계〉라고 한다.[155] 개인의 교류가 심해져 함께 세계 여행 DVD(「HT ~NY의 중심에서 냄비를 쪼아~」 등)도 제작, 즐겁게 핸섬 라이브나 Act Against AIDS 라이브로 공연했다.[156] 시로타 유우는 《사무라이 하이 스쿨》(2009년)에 출연한 이래 가장 친한 친구로, 미우라의 사망 당일 TBS 계열 《음악의 날》 생방송 출연을 위해 방송국에서 대기하고 있던 곳에 미우라의 부고를 받고, GReeeeN의 노래 〈기적 (キセキ)〉과 디즈니 영화 삽입곡의 〈리멤버·미 (リメンバー・ミー)〉를 눈이 퉁퉁 부은 붉은 눈의 상태로 불렀다.[157] 7월 23일, 인스타그램을 업데이트해 미우라을 기리는 글을 게시했다.[158] 동경의 배우 중 한 명으로 《가난 남자 봄비 맨》(2008년)에서 첫 공동 출연한 오구리 슌를 말하고 있고, 개인도 교류도 했다. 오구리는 원래 동생은 질색이었지만 먼저 다가와 준 것은 미우라라고 말했다. 또한 2018년에 실시된 두 명의 대담에서는 미우라에 대해 “계속 신경이 쓰이고있는 존재. 걱정할 때도 있고, 잘 살아주길 바란다라고 생각합니다 (웃음)”라고 말하고 있었다.[159]

- 2008년에 출연한 《고쿠센 제 3시리즈》(2008년)에 출연한 자니스WEST(출연 당시는 쟈니스 Jr.)의 나카마 준타와 키리야마 아키토와도 친분이 있고, 두 사람 모두 공식 휴대 사이트에서 애도의 뜻을 표했다. 고등학교 동창에는 배우 아유카와 타이요, 토타니 키미토, Hey! Say! JUMP의 야오토메 히카루가 있다. 또한 아유카와는 가장 친한 친구이기도 했다.

## 출연 작품
역할의 굵은 글씨는 주연 작품

### 텔레비전 드라마
| 방송일자           | 제목                                                                                              | 역할                      | 방송사            | 비고              |
| ------------------ | ------------------------------------------------------------------------------------------------- | ------------------------- | ----------------- | ----------------- |
| 1996년 9월 28일    | 모리무라 세이치·종착역 시리즈 〈인간의 십자가·히다 형사의 아내의 비밀 여행이 연쇄 살인을 부른다〉 | 타노 코이치 (어린 시절)   | TV 아사히         | 데뷔작            |
| 1997년 4월 ~ 10월  | 연속 TV 소설 〈아구리〉 제31화                                                                    | 세이타로                  | NHK               |                   |
| 1997년 7월 ~ 9월   | 보디가드                                                                                          | 난죠                      | TV 아사히         |                   |
| 1999년 1월 4일     | 니시무라 쿄타로 서스펜스 토츠가와 경부 시리즈 〈침대차 급행 「은하」 살인사건〉                   | 니이미 켄이치로           | TBS               |                   |
| 1999년 11월 13일   | 여자 탐정·아사오카 아야코                                                                         | 와쿠이 잇타로             | TV 아사히         |                   |
| 2000년 5월 29일    | 빗 속에 잠들다                                                                                    | 나카하라 케이타           | TBS               |                   |
| 2000년 10월 ~ 12월 | 한여름의 메리 크리스마스                                                                          | 키노시타 료 (소년 시절)   | TBS               |                   |
| 2001년 1월 ~ 3월   | 후지사와 슈헤이의 인정 가을비 마을 제3화·제11화                                                   | 쵸타                      | NHK               |                   |
| 2001년 1월 2일     | 미야모토 무사시                                                                                   | 미사와 이오리             | TV 도쿄           |                   |
| 2001년 7월 13일    | 초등학교 교사·사와키 센타로의 사건 노트                                                           | 5학년 1반 호무라 나오유키 | TBS               |                   |
| 2001년 10월 2일    | 감찰의 무로 아키코 30 떨리는 얼굴                                                                 | 미즈타니 코타             | NTV               |                   |
| 2001년 11월 9일    | 야마다 후타로 계략 사건첩 ~경시청 초지보다~ 제7화                                                 | 시다                      | NHK               |                   |
| 2002년 6월 26일    | 하구레 형사 순정파 제 15시리즈                                                                    | 키쿠치 타카시             | TV 아사히         |                   |
| 2002년 8월 27일    | 아케치 코고로 대 괴인 20면상                                                                      | 아이카와 히로시           | TBS               |                   |
| 2003년 1월 ~ 12월  | 대하드라마 〈무사시 MUSASHI〉                                                                     | 조타로                    | NHK               |                   |
| 2003년 8월 11일    | 미토코몬 제32부 제3화 나의 소바는 일본 제일                                                       | 카키타 시치노스케         | TBS               |                   |
| 2003년 8월 13일    | 하구레 형사 순정파 제 16시리즈                                                                    | 마츠야마 토시오           | TV 아사히         |                   |
| 2003년 9월 ~ 12월  | 꿈꾸는 포도 ~책을 읽는 여자~                                                                      | 타베 스에요시 (어린 시절) | NHK               |                   |
| 2005년 3월 ~ 10월  | 연속 TV 소설 〈파이트〉                                                                           | 오카베 세이야             | NHK               |                   |
| 2005년 3월         | 디비전1 부타이11 ~푸른 하늘 사랑 별~                                                              | 이시카와 케이타           | 후지 TV           |                   |
| 2005년 7월 ~ 9월   | 지금 만나러 갑니다                                                                                | 쿠도 아키히로             | TBS               |                   |
| 2006년 1월 ~ 3월   | 언페어                                                                                            | 사이토 유타카             | 간사이 TV·후지 TV |                   |
| 2006년 1월 ~ 12월  | 대하드라마 〈공명의 갈림길〉 제48화·최종화                                                        | 쇼난 소스케               | NHK               |                   |
| 2006년 5월 21일    | CHiLDREN 칠드런                                                                                   | 키하라 시로               | WOWOW             |                   |
| 2006년 10월 ~ 12월 | 14세의 어머니                                                                                     | 키리노 사토시             | NTV               |                   |
| 2006년 10월 3일    | 언페어 the special 코드 브레이킹 ~암호 해독                                                       | 사이토 유타카             | 간사이 TV·후지 TV |                   |
| 2008년 1월 ~ 3월   | 가난남자 본비맨                                                                                   | 시라이시 료               | NTV               |                   |
| 2008년 4월 ~ 6월   | 고쿠센 제 3시리즈                                                                                 | 카자마 렌                 | NTV               |                   |
| 2008년 10월 4일    | 갈릴레오 제로                                                                                     | 유카와 마나부 (대학 시절) | 후지 TV           |                   |
| 2008년 10월 ~ 12월 | 블러디 먼데이 Season1                                                                             | 타카기 후지마루           | TBS               |                   |
| 2009년 3월 28일    | 고쿠센 제 3시리즈 졸업 스페셜 '09                                                                 | 카자마 렌                 | NTV               |                   |
| 2009년 10월 ~ 12월 | 사무라이 하이스쿨                                                                                 | 모치즈키 코타로           | NTV               |                   |
| 2010년 1월 ~ 3월   | 블러디 먼데이 Season2                                                                             | 타카기 후지마루           | TBS               |                   |
| 2011년 1월 ~ 3월   | 소중한 것은 전부 네가 가르쳐 주었어                                                               | 카시와기 슈지             | 후지 TV           |                   |
| 2011년 5월 14일    | 최후의만찬 ~형사 토우노 카즈유키와 7명의 용의자~                                                  | 미야타 에이지             | TV 아사히         | 특별 출연         |
| 2011년 7월 ~ 9월   | 태양은 또 뜬다                                                                                    | 미야타 에이지             | TV 아사히         |                   |
| 2011년 11월 26일   | 기묘한 이야기 2011년 가을의 특별편 〈JANKEN〉                                                     | 사나다 켄스케             | 후지 TV           |                   |
| 2012년 8월 30일    | 히가시노 게이고 미스테리즈 제8화 〈작은 고의에 관한 이야기〉                                      | 나카오카 료               | 후지 TV           |                   |
| 2013년 4월 ~ 6월   | 라스트 신데렐라                                                                                   | 사에키 히로토             | 후지 TV           |                   |
| 2014년 1월 ~ 3월   | 내가 있었던 시간                                                                                  | 사와다 타쿠토             | 후지 TV           |                   |
| 2014년 7월 2일     | 살인편차치 70                                                                                     | 미야하라 케이스케         | NTV               | [ 160 ] [ 161 ]   |
| 2016년 1월 ~ 3월   | 나를 보내지 마                                                                                    | 도이 토모히코             | TBS               | [ 주 10 ] [ 162 ] |
| 2017년 1월 ~ 12월  | 대하드라마 〈여자 성주 나오토라〉                                                                 | 카메노조 / 이이 나오치카  | NHK               |                   |
| 2017년 10월 ~ 12월 | 어른 고교                                                                                         | 아라카와 에이토           | TV 아사히         |                   |
| 2018년 5월 12일    | 기묘한 이야기 2018년 봄의 특별편 〈내일로 워프〉                                                  | 코바야시 미네오           | 후지 TV           |                   |
| 2018년 9월 ~ 10월  | tourist 투어리스트                                                                                | 아메쿠 마코토             | TBS TV 도쿄 WOWOW |                   |
| 2019년 3월 ~ 4월   | 다잉 아이                                                                                         | 아메무라 신스케           | WOWOW             | [ 163 ] [ 164 ]   |
| 2019년 7월 ~ 9월   | 트윅스                                                                                            | 타이치 유우키             | 간사이 TV·후지 TV |                   |
| 2020년 8월 15일    | 종전 75년 국제 공동 제작 특집 드라마 〈태양의 아들〉                                              | 이시무라 히로유키         | NHK 종합          |                   |
| 2020년 9월 ~ 10월  | 돈 떨어지면 사랑의 시작                                                                           | 사루와타리 케이타         | TBS               | 유작              |

### 영화
| 개봉일자         | 제목                                                            | 역할                    | 배급사              | 비고                    |
| ---------------- | --------------------------------------------------------------- | ----------------------- | ------------------- | ----------------------- |
| 1999년 9월 18일  | 쥬바쿠: 금융부식열도 주박                                       | 키타노 코이치           | 도에이              |                         |
| 1999년 11월 13일 | Nile 나일                                                       | 니시야마 카이           | 도에이              |                         |
| 2001년 12월 15일 | 천년의 사랑 히카루 겐지 이야기                                  | 토우노 중장 (소년 시절) | 도에이              |                         |
| 2002년 7월 20일  | 숲의 학교                                                       | 카와이 마사오           | 빈칸                |                         |
| 2004년 9월 25일  | 소년 우연대 고잉 마이 웨이                                      | 아키라 (소년 시절)      | 쇼치쿠              | [ 165 ] [ 166 ] [ 167 ] |
| 2006년 4월 29일  | 캐치 어 웨이브                                                  | 사사키 타이요           | 워너 브라더스 영화  |                         |
| 2006년 9월 2일   | 아키하바라@DEEP                                                 | 이즈무                  | 도에이              |                         |
| 2006年11月4日    | CHiLDREN 칠드런                                                 | 키하라 시로             | WOWOW               |                         |
| 2007년 11월 3일  | 연공: 안녕, 사랑하는 모든 것                                    | 사쿠라이 히로키 (히로)  | 도호                |                         |
| 2008년 1월 19일  | 네거티브 해피 체인쏘우 엣지                                     | 노토                    | 닛카쓰              |                         |
| 2008년 2월 16일  | 나오코                                                          | 이키 유스케             | 닛카쓰              | [ 168 ]                 |
| 2009년 4월 11일  | 크로우즈 제로 2                                                 | 비토 타츠야             | 도호                |                         |
| 2009년 7월 11일  | 고쿠센 THE MOVIE                                                | 카자마 렌               | 도호                |                         |
| 2009년 8월 1일   | 야마가타 스크림                                                 | 편의점 점원             | 가가                | 우정 출연               |
| 2010년 9월 25일  | 너에게 닿기를                                                   | 카제하야 쇼타           | 도호                |                         |
| 2011년 6월 18일  | 도쿄 공원                                                       | 시다 코지               | 쇼게이트            |                         |
| 2013년 12월 21일 | 영원의 0                                                        | 사에키 켄타로           | 도호                |                         |
| 2014년 12월 27일 | 내일까지 5분전                                                  | 렌                      | 도에이              | 일본·중국 합작 영화     |
| 2015년 8월 1일   | 진격의 거인 파트1                                               | 료                      | 도호                | [ 169 ] [ 170 ]         |
| 2015년 9월 19일  | 진격의 거인 파트2 - ATTACK ON TITAN 엔드 오브 더 월드           | 엘렌                    | 도호                |                         |
| 2018년 8월 17일  | 은혼 2: 규칙은 깨라고 있는 것                                   | 이토 카모타로           | 워너 브라더스 영화  | [ 171 ]                 |
| 2018년 8월 31일  | 써니: 강한 마음, 강한 사랑                                      | 후지이 와타루           | 도호                |                         |
| 2018년 12월 28일 | 이런 야심한 밤에 바나나라고 긴디스 카노 야스아키와 자원봉사자들 | 타나카 히사시           | 쇼치쿠              | [ 172 ]                 |
| 2019년 5월 17일  | 컨피던스 맨 JP -로맨스편-                                       | 제시                    | 도호                | [ 173 ]                 |
| 2019년 9월 20일  | 아이네 클라이네 나흐트무지크                                    | 사토                    | 가가                | [ 174 ]                 |
| 2020년 7월 23일  | 컨피던스 맨 JP -프린세스편-                                     | 제시                    | 도호                |                         |
| 2020년 12월 11일 | 천외자                                                          | 고다이 도모아쓰         | 크리에이터즈 유니온 |                         |
| 2021년 3월 12일  | 브레이브 군청 전기                                              | 마츠다이라 모토야스     | 도호                | [ 175 ]                 |
| 2021년 8월 6일   | 극장판 태양의 아들                                              | 이시무라 히로유키       | 이온 엔터테인먼트   |                         |

### 무대
| 공연일자                 | 제목                                                                                        | 역할           | 공연장소 | 비고    |
| ------------------------ | ------------------------------------------------------------------------------------------- | -------------- | --- | ------- |
| 2009년 6월 ~ 8월         | 지구 프로듀스 공연 Vol.10 〈별의 대지에 내리는 눈물〉                                       | 범고래         | TBS 아카사카 ACT 시어터 / 도신 홀 / 우메다 예술극장 메인홀                                                    |         |
| 2012년 3월 ~ 5월         | 지구 프로듀스 공연 Vol.12 〈해적 세븐〉                                                     | 와일드 어퍼    | TBS 아카사카 ACT 시어터 / 츄쿄 대학 문화시민회관 오로라홀 / 니이가타 테르사 / 후쿠오카 선팔레스 / 오릭스 극장 |         |
| 2012년 12월 ~ 2013년 2월 | 극단☆신칸센 〈ZIPANG PUNK ~ 고에몬 로그 Ⅲ〉                                                 | 아케치 신쿠로  | 토큐 시어터 오브 / 오릭스 극장                                                                                | [ 176 ] |
| 2015년 5월 ~ 6월         | Bunkamura 극장 코쿤 온 레퍼토리 2015 DISCOVER WORLD THEATRE vol.0 〈지옥의 오르페우스〉     | 바루           | Bunkamura 극장 코쿤 / 모리노미야 필로티홀                                                                     | [ 178 ] |
| 2016년 7월 ~ 9월         | 브로드웨이 뮤지컬 〈킹키 부츠〉                                                             | 롤러           | 신국립극장 중극장 / 오릭스 극장 / 토큐 시어터 오브                                                            | 일본판  |
| 2019년 1월 ~ 2월         | Bunkamura 30주년 기념 시어터 코쿤 온 레퍼토리 2019 DISCOVER WORLD THEATRE vol.5 〈죄와 벌〉 | 라스코리니코후 | Bunkamura 극장 코쿤 / 모리노미야 필로티홀                                                                     | [ 179 ] |
| 2019년 4월 ~ 5월         | 브로드웨이 뮤지컬 〈킹키 부츠〉 (재연)                                                      | 롤러           | 도큐 시어터 오브 / 오릭스 극장                                                                                | 일본판  |
| 2020년 3월               | 뮤지컬 〈휘슬 다운 더 윈드 ~얼룩없는 눈동자~〉                                              | 남성 (더 맨)   | 닛세이 극장 (신종 코로나 바이러스 감염 확대의 영향으로 전국 투어 공연 (지방 공연)은 공연 중지)                | [ 180 ] |

### 극장판 애니메이션
| 개봉일자       | 제목                                              | 역할 | 배급사 | 비고              |
| -------------- | ------------------------------------------------- | ---- | ------ | ----------------- |
| 2013년 9월 7일 | 우주해적 캡틴 하록 -SPACE PIRATE CAPTAIN HARLOCK- | 야마 | 도에이 | 극장판 애니메이션 |

### WEB·전달 드라마
- 어른 고교 스핀오프 ~불타오르는 체리 크리스마스~ (2017년 12월 17일, AbemaTV) - 아라카와 히데토 역
- tourist 여행자 풀 버전 / 아메쿠 신 버전 (2018년 9월 29일 ~ 10월 8일, Paravi) - 아메쿠 신 역

## 그 외 출연

### 다큐멘터리
- 하늘색 낙서 ~ 네가 보고 싶어 (2005년 4월 ~ 9월, TV 도쿄) - 내레이션
- NHK 스페셜 〈자폐증 네가 가르쳐 준 것〉(2016년 12월 11일, NHK 종합) - 낭독[183]
  - 자폐증 너와의 날들 (2017년 3월 24일) - 낭독[184]
- 세계는 원하는 것으로 넘쳐나고 있다 (2018년 4월 12일 ~ 2020년 8월 27일, NHK 종합) - MC[185]
- BS4K 방송 개시 기념 BS 민방 4국 공동 기획 (2018년 12월 1일 ~ 12월 2일, BS후지·BS아사히·BS-TBS·BS TV 도쿄) - 내레이션
  - 큰 철로 16,000km 주파 도쿄발 → 파리행
  - 제1회 도쿄 ~ 모스크바
  - 제2회 모스크바 ~ 부다페스트
  - 제3화 부다페스트 ~ 제네바
  - 제4회 제네바 ~ 파리
- 천외자 고다이 도모아쓰 (2020년 12월 20일, 간사이 TV - 주연 배우로서 (다큐멘터리) 출연

### 음악 프로그램
- 2018 FNS 가요제 제1밤 (2018년 12월 5일, 후지 TV)
  - 킹키 부츠로부터. 〈LAND OF LOLA ~롤러의 세계~ (〜ローラの世界〜)〉
  - 킹키 부츠로부터. 〈RAISE YOU UP / JUST BE〉 - 코이케 텟페이·소닌·타마키 나미·카츠야와 가창.
- 2019 FNS 노래의 여름 축제 (2019년 7월 24일, 후지 TV)
  - 〈Fight for your heart〉
- 2019 FNS 가요제 제1밤 (2019년 12월 4일, 후지 TV)
  - 〈말할 수 없어 (言えないよ)〉 - 고 히로미와 콜라보.
  - 〈Fight for your heart〉
- 신 도모토 형제 2019 해피 크리스마스 SP (2019년 12월 25일, 후지 TV)
  - 〈YOU〉
- MUSIC FAIR (2020년 2월 8일, 후지 TV)
  - 킹키 부츠로부터. 〈Not My Father 's Son〉
  - 《휘슬 다운 더 윈드 ~얼룩없는 눈동자~》에서의 〈걱정하지마 (恐れないで)〉 - 이쿠타 에리카와 콜라보.

### MV
- Candy 〈Promise〉 (2005년)
- GReeeeN 〈BE FREE〉(2008년)
- 유즈 〈말로는 잘 할 수 없어 (うまく言えない 우마쿠이에나이[*])〉 (2008년)
- C & K 〈みかんハート 미캉하토[*]〉 (2013년)
- NICO Touches the Walls 〈괴물 (バケモノ)〉 (2014년)
- 다카하시 유 〈ルポルタージュ 르포르타주[*]〉 (2017년)

### 광고 (CM)
- 베네세 코포레이션 〈진연 세미나 고교 강좌〉 (2005년)
- 써클 K 산크스 〈신선한 재료 듬뿍 부드러운 샌드위치〉 (2006년)
- 이토엔 〈오~이오 차〉 (2008년 ~ 2017년) - 2013년에는 타베 미카코와 공동 출연 / 2015년(가을경)부터 아리무라 카스미와 공동 출연
- 부르봉
  - 쁘띠 시리즈 (2008년)
  - 쁘띠 24 (2009년)
- 세가 이미지 캐릭터 (2008년)
- 페이실 〈한달 정기 교환 콘택트 렌즈 CM〉 (2009년)
- 미츠비시 도쿄 UFJ 은행 (2009년 ~ 2015년)
- 카시오 〈EXILIM 시리즈〉
  - EXILIM ZOOM EX-Z450 : 스트레이트 토크 편 (2009년)
  - EXILIM·S200 : 다이나믹 포토 편 (2010년)
- 시세이도 〈UNO 시리즈〉 (2009년 ~ 2013년)
  - UNO FOG BAR" - 츠마부키 사토시, 오구리 슌, 에이타, 미야자키 아오이와 공동 출연
  - UNO Whip Wash Black (2013년)
- 크림슨 〈RUSS-K〉 (2010년)
- JR 동일본 〈MY FIRST AOMORI〉, 〈TOKYO 나는 아오모리에 사랑했다〉 (2010년)
  - JR 동일본 도호쿠 신칸센 전선 개통 캠페인 〈MY FIRST AOMORI〉 드라마 CM (2010년)
- 아지노모토 〈쿠노르 컵 스프〉 (2010년 ~ 2011년) ※키타가와 케이코와 공동 출연
- 캡콤 〈몬스터 헌터 포터블 3rd〉 (2010년)
- 후지쯔 도시바 모바일 커뮤니케이션 〈REGZA Phone IS04〉, 〈IS04FV〉, 〈ARROWS 시리즈〉 (2011년)
- 메이지 제과 〈가르보〉 (2011년 ~ 2012년)
- 도쿄 가스 〈에너팜〉 (2011년 ~ 2013년)
- MAGASeek (2012년)
- 리크루트 〈타운와쿠〉 (2012년 ~ 2013년)
- 도쿄 시티 경마 이미지 캐릭터 (2014년 ~ 2015년)
- 소프트뱅크 〈Xperia XZ〉 (2017년)
- 넥슨 〈FAITH - 페이스〉 (2018년)
- 오르비스 〈디휀세라〉 (2019년)
- 칸도우 올리브 오일 (2019년)
- 폴 스미스 남성 브랜드 일본 대사 (2019년 ~ 2020년)
- 구롯뿌 (2019년)
- 브라더 이미지 캐릭터 (2019년)

### 기타 경력
- THE GAME ~Boy's Film Show~ 오프닝 〈오델로〉 출연 (2009년 9월)[186][주 20]
- THE GAME ~Boy's Film Show ~2010 오프닝 〈전언 게임〉, 〈조장의 의자〉, 〈CLUB 파일〉 출연 (2010년 8월)[187][188]
- 고베 컬렉션 2010 AUTUMN/WINTER 스페셜 시크릿 게스트 (2010년 9월 5일, 도내)
- 고베 컬렉션 2015 AUTUMN/WINTER 대형 트리 시크릿 게스트 (2015년 9월 5일, 월드 기념 홀)
- 코토루도 미술관 전시회 오디오 가이드 (2019년)[189]
- 세계 제일 받고 싶은 수업 특별 수업 〈미우라 하루마 선생님이 가르치는! 지금 알고 싶은 메이드 인 일본〉 (2020년 7월 4일, NTV)[190]

## 음악

### 싱글
| 발매일          | 제목                 | 오리콘 (최고 순위) | 비고                                            |
| --------------- | -------------------- | ------------------ | ----------------------------------------------- |
| 2019년 8월 7일  | Fight for your heart | 6위                | 칸사이 TV·후지 TV 계열 드라마 《트윅스》 주제가 |
| 2020년 8월 26일 | Night Diver          | 2위                | -                                               |

### 뮤직 비디오
| 공개일          | 제목                 | 비고                                   |
| --------------- | -------------------- | -------------------------------------- |
| 2019년 7월 16일 | Fight for your heart |                                        |
| 2020년 7월 24일 | Night Diver          |                                        |
| 2020년 8월 26일 | YOU (Studio Session) | 〈Night Diver〉 첫회 한정반 DVD에 수록 |

## 서적

### 사진집
- PHOTO BOOK 〈아마〉 (2007년 12월, 와니북스) ISBN 978-4-84-704051-1
- 사진집 〈Letters〉 (2008년 10월 10일, 주부와 생활사) ISBN 978-4-39-113695-1
- 사진집 〈Switch〉 (2010년 2월 5일, 매거진 하우스) ISBN 978-4-83-872042-2
- 사진집 〈미우라 하루마 닿다〉 (2015년 3월 26일, 매거진 하우스) ISBN 978-4-83-872667-7
- 도서 〈일본제〉 (2020년 4월 5일, 와니북스) ISBN 978-4-8470-8281-8
- 도서 + 다큐멘터리 사진집 〈일본제 + Documentary PHOTO BOOK 2019-2020〉 (2020년 4월 5일, 와니북스) ISBN 978-4-8470  -8280-1
- 월간지 〈플러스 액트〉 (연재 「일본제」)

### DVD
- HT ~N.Y.의 중심에서 냄비를 쪼아~ (2010년 2월 17일, 아뮤즈 소프트 엔터테인먼트)
- HT ~적도 바로 아래에서 냄비를 쪼아~ (2011년 11월 11일, 아뮤즈 소프트 엔터테인먼트)

## 수상 경력
| 연도   | 시상식                                         | 부문                                                                   | 작품                                              | 출처    |
| ------ | ---------------------------------------------- | ---------------------------------------------------------------------- | ------------------------------------------------- | ------- |
| 2008년 | 제31회 일본 아카데미상                         | 신인 배우상                                                            | 연공: 안녕, 사랑하는 모든 것                      |         |
| 2008년 | 제63회 마이니치 영화 콩쿠르                    | 스포니치 그랑프리 신인상                                               | 나오코                                            | [ 192 ] |
| 2009년 | 제33회 엘란도르상                              | 신인상                                                                 | 빈칸                                              |         |
| 2014년 | 제51회 갤럭시상                                | 개인상                                                                 | 라스트 신데렐라, 내가 있었던 시간                 | [ 42 ]  |
| 2015년 | 제38회 일본 아카데미상                         | 우수 남우조연상                                                        | 영원의 0                                          | [ 39 ]  |
| 2017년 | 제24회 요미우리 연극 대상                      | 우수 남우주연상·스기무라 하루코상                                      | 킹키 부츠                                         | [ 53 ]  |
| 2017년 | 제28회 일본 보석 베스트 드레서상               | 20대 부문 (남성)                                                       | 빈칸                                              |         |
| 2019년 | 서울 드라마 어워즈 2019                        | 아시아 스타상 (Seoul International Drama Awards 2019 Asian Star Prize) | 빈칸                                              | [ 193 ] |
| 2020년 | 제10회 WOWOW presents ~마음대로 연극 대상 2019 | 남우주연상                                                             | 죄와 벌, 킹키 부츠                                | [ 64 ]  |
| 2020년 | 일본 레코드 협회                               | 2020년 10월도 플래티넘 디스크 인증                                     | Night Diver                                       |         |
| 2020년 | 오리콘                                         | 위클리 BOOK 랭킹 종합 1위                                              | 일본제, 일본제 + Documentary PHOTO BOOK 2019-2020 |         |

### 내용주
1. ↑  본 작품은 최종회에서 시청률이 20%를 크게 웃도는 대히트를 기록한 드라마. 또한 갤럭시상과 최우수 일본 민간 방송 연맹상 등을 수상했다.
2. ↑  평균 시청률 22.8%, 최고 시청률 26.4%로, 민방의 연속 드라마 평균 시청률 1위를 차지했던 드라마.
3. ↑  원작은 전 11권으로 누계 1,400만부를 돌파한 〈지금 가장 많이 팔린 소녀 만화〉로 남녀 노소 불문하고 압도적인 지지를 얻고 있었다.
4. ↑  첫 헤이세이 태생의 배우가 게츠쿠 드라마의 주연을 맡았다.
5. 1 2  〈일본제〉 2020년 4월 5일, 주식회사 와니북스
6. ↑  1st 싱글「Fight for your heart」의 커플링 곡
7. ↑  토다 에리카와 공동 주연
8. ↑  논크레딧
9. ↑  작가 니시무라 교타로의 《수험 지옥》를 원작으로 NTV 〈화요 서스펜스 극장〉에서 1982년에 방송. 「다시 보고 싶은 작품 랭킹」1위의 인기 작품을 32년 만에 부활시킨 작품. 민방 지상파에서는 처음 시도 되는 고해상도 4K 카메라 촬영으로 이루어진 의욕작.
10. ↑  노벨 문학상 & 맨부커상 수상 작가인 이시구로 가즈오 원작. 영국에서 밀리언셀러를 기록, 또한 캐리 멀리건, 앤드류 가필드, 키이라 나이틀리 주연에 의한 영화가 세계적으로 히트했다.
11. ↑  전 3화 3국에서 건너 방송. 각각 미우라 하루마는 전체 이야기 출연하며, Paravi에서는 아메쿠 마코토의 원래 버전 등을 전달하고 있다.
12. ↑  개봉일 기준은 일본에서의 개봉일이다.
13. ↑  아라가키 유이와 공동 주연
14. ↑  극 중에서 결성된 밴드 “오레사마즈”(이치하라 하야토·미우라 하루마·아사리 요스케)가 극 중 삽입곡 〈무근성 (根性なし)〉을 노래했다.
15. ↑  우에노 주리와 공동 주연
16. 1 2  타베 미카코와 공동 주연
17. ↑  오오타케 시노부와 공동 주연
18. ↑  개봉일 기준은 일본에서의 개봉일이다.
19. ↑  오구리 슌과 공동 주연
20. ↑  [아뮤즈] 원래 단편 필름으로 상영 이벤트 개최되었고, DVD가 출시되고 있다. 굵은 글씨는 메인 출연.

### 참조주
1. ↑  “배우 미우라 하루마 씨 자살로 자택 맨션에서 사망 - 도쿄”. 시사통신사. 2020년 7월 18일. 2020년 7월 18일에 원본 문서에서 보존된 문서. 2020년 7월 18일에 확인함.
2. 1 2 3 4 5 6 7  “미우라 하루마에 관한 소식”. 아뮤즈. 2020년 12월 22일에 원본 문서에서 보존된 문서. 2021년 1월 26일에 확인함.
3. ↑  “미우라 하루마가 마비에 일본의 “기술과 음식, 그리고 사람” 4년에 걸쳐진 전도도부현 여행의 나날”. 2020년 11월 12일에 원본 문서에서 보존된 문서. 2021년 1월 26일에 확인함.
4. 1 2  “미우라 하루마 - 아뮤즈 공식 사이트”. 2019년 11월 12일에 원본 문서에서 보존된 문서. 2020년 7월 18일에 확인함.
5. ↑  “일본을 대표하는 젊은 배우 미우라 하루마 씨, 오늘 (7/18 ) 갑작스런 사망을 받은 한국의 언론도 보도”. 2020년 10월 31일에 원본 문서에서 보존된 문서. 2020년 10월 22일에 확인함.
6. 1 2  “배우, 미우라 하루마가 말하는 28세의 솔직한 속내는”. 2021년 9월 19일에 원본 문서에서 보존된 문서. 2021년 9월 22일에 확인함.
7. ↑  “Haruma Miura Dies: ‘Attack On Titan’ And ‘Kimi Ni Todoke’ Star Was 30”. Deadline.com. 2020년 10월 26일에 원본 문서에서 보존된 문서. 2020년 10월 22일에 확인함.
8. ↑  “세계와 맞설 배우...미우라 하루마 씨 사망은 연극계의 손실”. 닛칸스포츠. 2021년 2월 8일에 원본 문서에서 보존된 문서. 2020년 2월 9일에 확인함.
9. ↑  “배우·미우라 하루마 씨 표현자로서 재능을 영화·드라마로 되돌아 보는”. 2021년 1월 26일에 원본 문서에서 보존된 문서. 2020년 10월 22일에 확인함.
10. ↑  ““표현 자” 미우라 하루마, 2nd 싱글 「Night Diver」발매 결정 자신이 작사작곡에 첫 도전한 곡 「You &  I」도 수록”. 2020년 10월 22일에 확인함.
11. 1 2  “미우라 하루마｜일본 탤런트 명감”. VIP타임즈사. 2020년 7월 19일에 원본 문서에서 보존된 문서. 2021년 1월 26일에 확인함.
12. ↑  미우라 하루마 씨 외삼촌이 밝히는 하루마 씨 친아버지의 “최후”과 유산 문제 (2021년 2월 26일) 주간 신쵸 2021년 2월 25일호 게재, 데일리 신쵸 공식 사이트. 2021년 2월 26일에 확인.
13. ↑  “액터 출신 아티스트”. 액터스 스튜디오. 2013년 11월 16일에 원본 문서에서 보존된 문서. 2020년 7월 18일에 확인함.
14. ↑  “배우 미우라 하루마 씨 사망 30세 자살에”. 마이니치 신문사. 2020년 7월 18일. 2020년 7월 18일에 확인함.
15. ↑  “『미우라 하루마, 후원자가 밝히는 천재 아역 시대』”. 《문춘 온라인》. 2021년 2월 8일에 원본 문서에서 보존된 문서. 2020년 10월 2일에 확인함.
16. ↑  “미우라 하루마 씨와 댄스 마츠나가 카즈야 「많이 감사합니다」”. 《닛칸스포츠》 (닛칸스포츠 신문사). 2020년 7월 20일. 2020년 7월 21일에 확인함.
17. ↑  “미우라 하루마 씨, 아무도 주의하지 않았던 「SOS」에 현장을 뜨겁게 자아냈다고 생각된다 「이변」”. 《주간여성PRIME》. 주보와 생활사. 2020년 7월 20일. 2020년 7월 21일에 확인함.
18. 1 2  “미우라 하루마 씨 밀장소속  아티스트 참석없이, 이별의 모임은 추후 열릴 예정”. 《스포츠호치》 (호치 신문사). 2020년 7월 21일. 2020년 7월 21일에 확인함.
19. 1 2  “미우라 하루마 - 영화이면 KINENOTE”. 《www.kinenote.com》. 2020년 10월 2일에 확인함.
20. ↑  “아침 드라마 아역, 「14세의 어머니」 주목 / 미우라 하루마 씨 약력”. 《닛칸스포츠》. 닛칸스포츠 신문사. 2020년 7월 18일. 2020년 7월 18일에 확인함.
21. ↑  “미우라 하루마가 아버지! 「14세의 어머니」에서 보여준 젊은 날의 연기”. 《호미니스》 (일본어). 2021년 2월 17일에 원본 문서에서 보존된 문서. 2021년 1월 23일에 확인함.
22. ↑  “배우 미우라 하루마 씨 사망, 자살 30세”. 아사히 신문사. 2020년 7월 18일. 2020년 7월 18일에 확인함.
23. ↑  “화제의 핸섬 라이는…？”. 《NAVER 마토에》. 2020년 9월 22일에 원본 문서에서 보존된 문서. 2020년 9월 26일에 확인함.
24. ↑  “Japan｜배우 미우라 하루마가 사망 「폴 스미스」 남성 브랜드 앰버서더로  활약”. SEVENTIE TWO. 2020년 7월 18일. 2020년 7월 18일에 확인함.
25. 1 2  “미우라 하루마가 후미야의 명곡 연주 연말 항례 「핸섬 축제」”. 《ORICON NEWS》. 2021년 2월 17일에 원본 문서에서 보존된 문서. 2020년 12월 25일에 확인함.
26. ↑  “미우라 하루마가 단독 첫 주연 & 사토 타케루와 공연도 드라마 「블러디 먼데이 시즌 1」 최초 독점  배달이 결정”. 플러스. 2020년 6월 17일. 2020년 7월 18일에 확인함.
27. 1 2  “아라타 마켄유, 서프라이즈 생일 & 미우라 하루마의 메시지에 감격햐 지구 화려한 「별의 대지에 내리는 눈물 THE MUSICAL」 제작 발표 기자 회견 보고서  SPICE - 엔터테인먼트 특화된 정보 미디어 스파이스”. 《엔터테인먼트 특화된 정보 미디어 스파이스》. 2021년 2월 17일에 원본 문서에서 보존된 문서. 2020년 9월 26일에 확인함.
28. ↑  “미우라 하루마, 기무라 요시노와의 포옹 장면에... - 무대 「별의 대지에 내리는 눈물」”. 《마이 나비 뉴스》. 2009년 6월 20일. 2020년 10월 22일에 확인함.
29. ↑  “지구 호화로움, 결성 25주년을 기념 「별의 대지에 내리는 눈물」을 새로운 캐스트, 새로운 연출 버전에서 상연 SPICE - 엔터테인먼트 특화된 정보 미디어 스파이스”. 《엔터테인먼트 특화된 정보 미디어 스파이스》. 2021년 2월 17일에 원본 문서에서 보존된 문서. 2021년 1월 4일에 확인함.
30. ↑  “미우라 하루마 이례적으로 2분기 연속 연속 드라마 주연”. 데일리 스포츠. 2009년 11월 25일. 2009년 11월 26일에 원본 문서에서 보존된 문서. 2010년 2월 24일에 확인함.
31. ↑  “사토 토야 감독 「평생 그를 존경」 미우라 하루마 씨 되돌아 보는”. 닛칸스포츠. 2021년 2월 17일에 원본 문서에서 보존된 문서. 2021년 2월 9일에 확인함.
32. ↑  ““냄비 쪼아” 미우라 하루마, 사토 타케루, DVD 아이돌 이미지 부문 최고 순위와 첫주 판매 기록 경신”. 《ORICON NEWS》 (오리콘). 2010년 2월 24일. 2020년 7월 18일에 확인함.
33. ↑  “닛카쓰 보고서”. 《닛카쓰》. 2020년 11월 2일에 확인함.
34. ↑  “미우라 하루마 : “상쾌함이 넘친다” 저자도 확실한 보증의 “리얼 카제하야” " 영혼 「너에게 닿기를」 크랭크업”. 《MANTANWEB (만탄웹)》 (일본어). 2020년 11월 1일에 확인함.
35. ↑  “주목 드라마 소개 : 「소중한 것은 전부 네가 가르쳐 주었어.」 토다 에리카와 미우라 하루마가 교사 역으로 월9 첫 주연”. MANTANWEB. 2011년 1월 17일. 2020년 7월 18일에 확인함.
36. 1 2  “미우라 하루마, 실은 서투른... !? 때문에 빠져드는 「은혼 2」 이토 카모타로에 극찬의 목소리”. 《cinemacafe.net》. 2021년 2월 27일에 원본 문서에서 보존된 문서. 2020년 10월 25일에 확인함.
37. ↑  “미우라 하루마를 모두 보면 이십대의 폭 넓은 연기는 곧 「깊은 어둠」에 다가간 (호리이 켄이치로) - Yahoo! 뉴스”. 《Yahoo!뉴스 개인》 (일본어). 2020년 10월 2일에 확인함.[깨진 링크(과거 내용 찾기)]
38. ↑  “「라스트 신데렐라 」 자체 최고 시청률 17.8%로 피날레 연예 뉴스이면 더 텔레비젼”. 《더 텔레비전》. 2020년 9월 26일에 확인함.
39. 1 2  제38회 일본 아카데미상 최우수 발표! 일본 아카데미상, 공식 사이트, 2015년 1월 16일에 확인.
40. ↑  “미우라 하루마 인터뷰”. 《텔레비전 도갓찌》. 프레젠트 캐스트. 2014년 1월 22일에 원본 문서에서 보존된 문서. 2015년 8월 15일에 확인함.
41. ↑  “주목 드라마 소개 : 「내가 있었던 시간」 미우라 하루마가 어려운 역할에 도전 난치병에 직면한 학생 역”. 《마이니치 신문 디지털》. 마이니치 신문사. 2014년 1월 7일. 2014년 1월 9일에 확인함.[깨진 링크(과거 내용 찾기)]
42. 1 2  [http://www.houkon.jp/galaxy/51st.html 보관됨 2014-11-09 - 웨이백 머신 제51회 갤럭시상 수상 작품, 방송 비평 간담회 2014년 6월 4일에 확인.
43. ↑  “미우라 하루마 「배우 인생의 재산이 됐다」 「자정 5분전」의 상하이 로케를 되돌아 보는”. 《엔터테인먼트 OVO (오보)》. 2020년 11월 12일에 확인함.
44. 1 2 3  “미우라 하루마 씨의 죽음에 해외 충격 국제파 배우로 대성 눈앞이었는데 나제... - 도쿄 스포츠 신문사”. 《동스포Ｗeb – 도쿄 스포츠 신문사》. 2021년 3월 23일에 원본 문서에서 보존된 문서. 2020년 11월 8일에 확인함.
45. ↑  “오오타케 시노부, 미우라 하루마의 유혹 주연 커플에 이어 미즈카와 아사미, 미타 카즈요 등의 출연 결정! 무대 「지옥의 오르페우스」”. 《Astage-아스테이지》. 2015년 3월 6일. 2020년 10월 25일에 확인함.
46. ↑  “INTERVIEW! 「지옥의 오르페우스」 미우라 하루마 씨 omoshii”. 《무대 & 엔터테인먼트 계열 WEB매거진 omoshii - 오모시》 (일본어). 2020년 10월 24일에 확인함.
47. ↑  “상실감 통절과 격렬함이 몸에 스며드는...★추모★ Focus = 미우라 하루마와 3개의 무대 - 비평가가 바라 온 영혼의 빛 - (2020) 사카 키요카즈 (Kiyokazu Saka)”. 《note (노트)》 (일본어). 2020년 11월 5일에 확인함.
48. 1 2  “배우·미우라 하루마 씨 표현 자로서의 재능을 영화·드라마로 되돌아 보는 (크랭크인!)” (일본어). 2021년 2월 27일에 원본 문서에서 보존된 문서. 2020년 10월 9일에 확인함.
49. ↑  “미우라 하루마 인터뷰 (후편)☆「킨키 조치 부츠」 일본 공연”. 산케이 리빙 신문사. 2020년 10월 3일에 원본 문서에서 보존된 문서. 2020년 9월 27일에 확인함.
50. 1 2  “미우라 하루마가 말하는 “왜 지금” 가수 데뷔? 「어떤 엔터테인먼트에서도 이어 나가겠다」”. 《ORICON NEWS》. 2020년 9월 26일에 확인함.
51. ↑  “브로드웨이 뮤지컬 「킨키 조치 부츠」가 2019년 4월 주요 캐스트 연임에 재연 결정 SPICE - 엔터테인먼트 특화된 정보 미디어 스파이스”. 《엔터테인먼트 특화된 정보 미디어 스파이스》. 2021년 2월 27일에 원본 문서에서 보존된 문서. 2020년 9월 26일에 확인함.
52. ↑  “더 이상 다른 사람! 명작 영화의 뮤지컬화 「킹키 부츠」 롤러를 연기하는 미우라 하루마의 굉장함 THE RIVER”. 2021년 2월 27일. 2021년 2월 27일에 원본 문서에서 보존된 문서. 2021년 2월 27일에 확인함.
53. 1 2  “제24회 요미우리 연극 대상, 대상에 호리오 유키오 씨”. 《요미우리 디지털》. 요미우리 신문. 2017년 4월 2일. 2017년 2월 4일에 원본 문서에서 보존된 문서. 2020년 7월 18일에 확인함.
54. ↑  “미우라 하루마 20대 후반에 변화 「두려워하지 말고 할 수 있게 됐다」”. 《여성자신PRIME》. 2020년 9월 26일에 확인함.
55. ↑  “「여자 성주 나오토라」 미우라 하루마, 불과 12주에서 절명에 “이이 나오치카 로스”가 발생 (2017년 3월 29일)”. 《익사이트 뉴스》. 2020년 10월 25일에 확인함.[깨진 링크(과거 내용 찾기)]
56. ↑  “미우라 하루마 인터뷰 “두려워하지 말고 고심하며 살고 싶다””. 《Numero TOKYO》. 후소샤. 2018년 9월 12일. 2020년 7월 21일에 확인함.
57. ↑  “미우라 하루마, TBS·도쿄·WOWOW 3국 횡단 드라마 전편에 출연”. 《ORICON NEWS》 (oricon ME). 2018년 8월 2일. 2018년 8월 3일에 확인함.
58. ↑  “Paravi : 첫 오리지날 드라마는 3개국에서 방송 미즈카와 아사미, 미우라 하루마 등이 출연”. 2018년 8월 2일. 2018년 8월 4일에 확인함.
59. ↑  “미우라 하루마, 시선으로 드라마 「tourist」을 검토 방송 버전과 전달판을 차별화”. 《ORICON NEWS》. 2020년 10월 30일에 확인함.
60. ↑  “미우라 하루마 도전 투성이 아시아 3개 도시 올 로케 「영어 대사 기뻤다」”. 《ORICON NEWS》. 2020년 10월 30일에 확인함.
61. ↑  “【은혼】은혼] 이토 카모타로는 어떤 캐릭터? 모델은 이토 가시타로와 세리자와 가모? 성인을 위한 엔터테인먼트 미디어 BiBi [비비]”. 《bibi-star.jp》 (일본어). 2021년 2월 27일에 원본 문서에서 보존된 문서. 2020년 11월 18일에 확인함.
62. ↑  “「가장 아름다운!」 미우라 하루마가 「은혼 2」의 난투 장면에서 보증 문서를 받고 있었다(2018년 12월 9일)”. 《익사이트 뉴스》 (일본어). 2021년 2월 27일에 원본 문서에서 보존된 문서. 2021년 2월 27일에 확인함.
63. ↑  “미우라 하루마 × 오오시마 유코가 도스토예프스키의 명작에서 첫 공동 출연! 러시아 문학의 걸작 장편 소설 「죄와 벌」을 영국인 연출가 필립 브린에 의해 무대 화 SPICE - 엔터테인먼트 특화된 정보 미디어 스파이스”. 《엔터테인먼트 특화된 정보 미디어 스파이스》. 2020년 9월 26일에 확인함.
64. 1 2  “WOWOW presents~ 마음대로 연극 대상 2019”. 2020년 10월 24일에 확인함.
65. ↑  “미우라 하루마 씨가 폴 스미스 남성 브랜드 대사로 취임”. PR TIMES. 2019년 4월 5일. 2020년 7월 18일에 확인함.
66. ↑  “미우라 하루마, 딸 역·이나가키 쿠루미와 만나 느낀 “부생” 「생각하지 않는 날이 없다」(1)”. 《마이 나비 뉴스》. 2019년 9월 3일. 2020년 12월 14일에 확인함.
67. 1 2  “미우라 하루마, 주연 드라마 「TWO WEEKS」주제가 담당 「매우 자극적이게 흥분했습니다」”. 모델프레스. 2019년 6월 23일. 2019년 6월 23일에 확인함.
68. ↑  “오구라 토모아키 씨, 미우라 하루마 씨의 높은 가창력 & 댄스로 비화를 피로 「가수에 깜짝 놀라...“견딜 수 없잖아”라고」”. 《스포츠호치》 (일본어). 2020년 7월 20일. 2020년 9월 27일에 확인함.
69. ↑  ““아티스트” 미우라 하루마가 음악 사랑을 말한다…「Love music」”. 《cinemacafe.net》 (일본어). 2020년 9월 26일에 확인함.
70. 1 2  “미우라 하루마의 노래가 너무 대단한 이유 거물 가수의 트레이너에게 사사 여성자신”. 《WEB여성자신》 (일본어). 2020년 9월 26일에 확인함.
71. ↑  “나카이 마사히로, 미우라 하루마 씨에게 「질투했다」 추억”. 《나리 나리 닷컴》. 2020년 12월 28일에 확인함.
72. ↑  “미우라 하루마 : 서울 드라마 어워즈 아시아 스타상 수상 「아시아 국가의 유대를 강화 역할을」 영어로 연설”. 《MANTANWEB (만탄웹)》 (일본어). 2020년 9월 27일에 확인함.
73. ↑  “미우라 하루마, 대만에서 자신 첫 팬 미팅 개최 「평생 잊지 못할 날에」”. 《ORICON NEWS》. 2020년 11월 8일에 확인함.
74. ↑  “신시아 에리보 뮤지컬 콘서트 featuring 매튜 모리슨 & 미우라 하루마 특설 페이지”. 《www.umegei.com》. 2020년 9월 26일에 확인함.
75. ↑  “미우라 하루마, 8년 만에 핸섬 라이브 강림 「White Serenade」 후배·오제키 유타 & 카이 쇼우마와 미성 콜라보 - 모델 프레스”. 《모델프레스》 (일본어). 2020년 9월 26일에 확인함.
76. ↑  “『「휘슬 다운 더 윈드 ~얼룩없는 눈동자~」 공연 종료』”. 《YU-KI PROMOTION (유키 프로모션) 공식 blog》 (일본어). 2020년 9월 26일에 확인함.
77. ↑  “미우라 하루마, 30세 생일에 책 2권 동시 발표 「완전히 거짓말 없는 나를 담았습니다」 <일본제> - 모델 프레스”. 《모델프레스》 (일본어). 2020년 11월 2일에 확인함.
78. ↑  “미우라 하루마, 30번째 생일에 47 도도부현을 둘러싼 여행을 정리한 서적 발매”. 크랭크인!. 2020년 3월 5일. 2021년 1월 15일에 확인함.
79. ↑  “독서인WEB”. 2020년 12월 10일에 원본 문서에서 보존된 문서. 2020년 12월 13일에 확인함.
80. ↑  “【연간 본 랭킹】미우라 하루마 씨 저서, 「탤런트 책 TOP10에 랭크」”. 《ORICON NEWS》. 2020년 12월 8일에 확인함.
81. ↑  “추모, 미우라 하루마 씨 그 불꽃은 영원히……”. 《닛폰 방송 NEWS ONLINE》. 2020년 10월 9일에 확인함.
82. ↑  “미우라 하루마 씨 출연 영화 「컨피던스 맨 JP」 나가사와 마사미 「죽으면 안돼」 대사가 생각한 것 (문춘 온라인)”. 《Yahoo!뉴스》 (일본어). 2020년 10월 4일에 원본 문서에서 보존된 문서. 2020년 9월 26일에 확인함.
83. ↑  “미우라 하루마 씨 「M스테」공개 신곡 MV 조회수 1000만회의 충격”. 《FRIDAY디지털》. 2020년 7월 29일. 2020년 10월 15일에 확인함.
84. ↑  “야기라 유야 × 아리무라 카스미 × 미우라 하루마, 호화 공동 출연이 실현 전쟁 비극을 전하는 드라마”. 《ORICON NEWS》 (oricon ME). 2020년 3월 16일. 2020년 3월 17일에 확인함.
85. ↑  “야기라 유야 × 아리무라 카스미 × 미우라 하루마 「태양의 아들」 갤럭시상 월간상”. 《마이 나비 뉴스》 (일본어). 2020년 9월 18일. 2020년 9월 26일에 확인함.
86. ↑  “미우라 하루마 씨 유작 싱글이 오리콘 첫 등장 2위”. 스포츠호치. 2020년 8월 27일. 2020년 8월 27일에 확인함.
87. ↑  “오리콘 데일리 싱글 랭킹 2020년 8월 25일자”. 《ORICON NEWS》. 2020년 8월 27일에 원본 문서에서 보존된 문서. 2020년 8월 27일에 확인함.
88. ↑  “미우라 하루마 씨, 데일리 디지털 싱글 (단곡) 랭킹 TOP3를 독점【오리콘 랭킹】”. ORICON NEWS. 2020년 8월 28일. 2020년 8월 28일에 확인함.
89. ↑  “미우라 하루마, 2nd 싱글 자세한 및 배달 라이브의 개최를 발표 (Billboard JAPAN)”. 《Yahoo!뉴스》 (일본어). 2020년 10월 26일에 원본 문서에서 보존된 문서. 2020년 9월 23일에 확인함.
90. ↑  “미우라 하루마 씨가 고다이 도모야쓰를 맡은 주연작 「천외자」 12월 공개!  미우라 쇼헤이, 니시카와 타카노리 등과 공동 출연 : 영화 뉴스”. 《영화.com》 (일본어). 2020년 9월 26일에 확인함.
91. ↑  “미우라 하루마 주연의 영화 「천외자」가 7년의 세월을 거쳐 공개에 미우라 쇼헤이, 니시타카 노리 등의 공연에서에도 막부 말기·메이지 초기의 위인·고다이 도모야쓰 이야기를 그린다 SPICE - 엔터테인먼트 특화된 정보 미디어 스파이스”. 《엔터테인먼트 특화된 정보 미디어 스파이스》. 2020년 10월 15일에 확인함.
92. ↑  “아라타 마켄유 × 미우라 하루마 × 마츠야마 켄이치 「브레이브 -군청 전기-」 2021년 3월 12일 공개 결정!  - SCREEN ONLINE (스크린 온라인)”. 《screenonline.jp》. 2020년 10월 15일에 확인함.
93. ↑  “젊은 인기 배우 미우라 하루마 씨 집에서 사망 자살 경시청”. 《NHK뉴스》. 일본방송협회. 2020년 7월 18일에 원본 문서에서 보존된 문서. 2020년 7월 18일에 확인함.
94. ↑  “속보 : 배우 미우라 하루마 씨가  사망 자살”. 《NTVNEWS24》 (NTV). 2020년 7월 18일. 2020년 7월 18일에 원본 문서에서 보존된 문서. 2020년 7월 18일에 확인함.
95. ↑  “미우라 하루마 씨 집에서 목을 매 사망, 자살의 실내에 “유서””. 《TBS NEWS》 (TBS테레비). 2020년 7월 18일. 2020년 7월 18일에 원본 문서에서 보존된 문서. 2020년 7월 18일에 확인함.
96. ↑  “배우의 미우라 하루마 씨 사망 도쿄의 자택에서 자살”. 교도 신뮤사. 2020년 7월 18일. 2020년 7월 19일에 원본 문서에서 보존된 문서. 2020년 10월 4일에 확인함.
97. ↑  “미우라 하루마 씨가 코치 ... 에바타 형제의 보루 「전우」애도”. 닛칸스포츠. 2020년 7월 21일. 2020년 7월 21일에 확인함.
98. ↑  “미우라 하루마 씨 장례는 매장으로 진행 소속사가 코멘트 발표 후회하고 후회하지 못한다」”. 《스포니치》 (스포니치 신문사). 2020년 7월 20일. 2020년 7월 20일에 확인함.
99. ↑  “미우라 하루마 씨 자살 자택에서 목을 매 유서 남겨 톱 배우가...열도 충격 / 데일리 스포츠 online”. 《데일리 스포츠online》. 2020년 11월 8일에 확인함.
100. ↑  “「한국에서도 두터운 팬층 있었다」 미우라 하루마 씨의 죽음에 「열도 충격」의 보도 - 스포츠 서울 일본판”. 《스포츠서울》. 2020년 11월 8일에 확인함.
101. ↑  “<연예 뉴스 랭킹> 미우라 하루마 씨 사망에 가장 긴 「TOKIO」 나가세 토모야의 퇴소 요코하마 류세이가 감염의 화제 계속되는 (MANTANWEB)” (일본어). 2021년 3월 23일에 원본 문서에서 보존된 문서. 2020년 11월 8일에 확인함.
102. ↑  “미우라 하루마 씨의 갑작스런 사망 전 세계적으로 보도 슬픔의 목소리가 오르는”. 《라이브 도어》. 2020년 11월 8일에 확인함.
103. ↑  “영국과 프랑스 등 해외에서도 미우라 하루마 씨의  갑작스런 죽음을 보도”. 스포니치. 2020년 11월 7일에 확인함.
104. ↑  “미우라 하루마 할리우드, 브로드웨이에서도 추모 잇단 「마음 편히 쉬어, 친구야」”. 《니코 니코 뉴스》. 2020년 12월 1일에 확인함.[깨진 링크(과거 내용 찾기)]
105. ↑  CB편집부 (2020년 7월 18일). “미우라 하루마 뉴스가 중국에 충격 안겨”. 《CB Media》. 2020년 12월 10일에 확인함.
106. ↑  “중국 iPad, 일본 금지되면 어떤 일이 일어날 지 중국·대만”. 《동양 경제 온라인》. 2020년 8월 1일. 2020년 12월 10일에 확인함.
107. ↑  “미우라 하루마 씨 연예계에 슬픔과 충격 확산 / 정리”. 닛칸스포츠. 2020년 12월 12일에 원본 문서에서 보존된 문서. 2021년 2월 9일에 확인함.
108. 1 2  “18세 미우라 하루마 씨 「꿈이란  무엇이겠지」 / 복각”. 《닛칸스포츠》 (닛칸스포츠 신문사). 2020년 7월 20일. 2020년 7월 21일에 확인함.
109. ↑  《하루마 씨 타계》 대모·친족이 눈물의 침통 고백 「하루마 씨는 헤어졌던 아버지와 재회한 직후였다」 문춘 온라인. 2020년 7월 21일에 확인.
110. ↑  일본경제신문·닛케이BP사. “「자신」으로 존재할 것, 즐기고 있습니까 배우 미우라 하루마｜근무 형태·학습 방법｜NIKKEI STYLE”. 《NIKKEI STYLE》 (일본어). 2020년 9월 26일에 확인함.
111. ↑  『소년배우』(ISBN 978-4-8356-1593-6)로부터.
112. ↑  “마음에 남는 미우라 하루마 씨의 얼굴 가득 진열 「미소」- 조문 : 닛칸스포츠”. 《nikkansports.com》 (일본어). 2020년 10월 13일에 확인함.
113. 1 2  “미우라 하루마 씨 취재 현장에서는 「문득 순진한 얼굴도」 「적당한 대답하는 방법을 하지 않는다"(여자 SPA!)”. 《Yahoo!뉴스》. 2020년 10월 6일에 원본 문서에서 보존된 문서. 2020년 10월 9일에 확인함.
114. ↑  “씨어터 코쿤 온 레퍼토리 2015 지옥의 오르페우스 라인업 극장 코쿤”. 《Bunkamura》. 2020년 10월 31일에 확인함.[깨진 링크(과거 내용 찾기)]
115. 1 2  “미우라 하루마 씨 비장 컷으로 되돌아 「보기 드문 재능」 여성자신”. 《WEB여성자신》 (일본어). 2020년 10월 9일에 확인함.
116. 1 2 3 4  “「학구적으로 금욕」 미우라 하루마 씨의 모습을 동료들이 말하는 교묘한 유형이 아니었다 (2020년 7월 19일)”. 《익사이트 뉴스》 (일본어). 2020년 11월 1일에 원본 문서에서 보존된 문서. 2020년 12월 16일에 확인함.
117. 1 2 3 4  “미우라 하루마 씨, 관계자가 말하는 「프로 의식의 덩어리」 같은 청년의 개요 (현대 비즈니스 편집부) @gendai_biz”. 《현대 비지니스》. 2020년 10월 9일에 확인함.
118. ↑  “미우라 하루마 씨 「세계에 나가고 싶다」 마지막 주연 영화로 말하고 있는 꿈 여성 자신”. 《WEB여성자신》. 2020년 12월 28일에 확인함.
119. 1 2  “미우라 하루마 씨 사망 대만인 배우도 슬픔의 목소리 「매우 친절하고 친근한 사람이었습니다」”. 《문춘 온라인》. 2021년 1월 23일에 확인함.
120. ↑  “크랭크인!  - 엔터테인먼트의 「지금」을 알리는 영화 & 엔터테인먼트 뉴스.”. 《크랭크인!》 (일본어). 2021년 6월 5일에 확인함.
121. ↑  “심리 본 미우라 하루마 씨 「폭발할 것 같은 정도로 팡팡이었다」”. 《FRIDAY디지털》. 2021년 6월 5일에 확인함.
122. ↑  “미우라 하루마, 미즈카와 아사미가 목격한 자신의 모습에 「이상한 사람이잖아」”. 《E-TALENTBANK co.,ltd.》. 2021년 6월 5일에 확인함.
123. ↑  CDB. “「이 “산업”은 「인간미 있는 일이라고 자부하고 있습니다」 미우라 하루마가 마지막 무대 공연에서 말하는”. 《문춘 온라인》. 2020년 9월 26일에 확인함.
124. ↑  “미우라 하루마가 마비 일본의 “기술, 음식, 그리고 사람” 4년 동안 전체 도시를 여행한 나날”. 《ARTIST×FANのWEB매거진 Fanthology!》. 1588042200. 2020년 9월 28일에 원본 문서에서 보존된 문서. 2020년 10월 9일에 확인함.
125. ↑  “단골 가게 주인도 감동! 미우라 하루마 씨가 보인 「세 가지의 신대응」”. 《아사죠》. 2021년 1월 23일에 확인함.
126. ↑  “【영화 라이터가 분석】 근심없는 미소가 눈부신 둘도 없는 명배우 미우라 하루마의 5개의 재능”. 《TV마가》 (일본어). 2020년 9월 18일. 2020년 12월 9일에 확인함.
127. ↑  “크랭크인! - 엔터테인먼트의 「지금」을 알리는 영화 & 엔터테인먼트 뉴스”. 《크랭크인!》. 2020년 12월 9일에 확인함.
128. ↑  “【KinKi Kids의 붕부붕】미우라 하루마와 진심의 체력 측정! 도모토 코이치 “할아버지”의 쯔요시의 오른쪽 무릎을 걱정 텔레비전 매니아”. 《더 텔레비전》. 2016년 7월 5일. 2021년 12월 7일에 원본 문서에서 보존된 문서. 2020년 12월 9일에 확인함.
129. ↑  “미우라 하루마, 키레키레 훈련 동영상 공개에 반응 - 모델 프레스”. 《모델프레스》. 2020년 12월 13일에 확인함.
130. ↑  “「해외 무대에 서고 싶다」 - 미우라 하루마가 바라보는 세계와 일본”. 《Yahoo!뉴스》. 2020년 12월 13일에 확인함.
131. ↑  “미우라 하루마 씨 「그만 두자」 19세에 고민 과거 / 복각 - 조문 : 닛칸스포츠”. 《nikkansports.com》. 2020년 10월 2일에 확인함.
132. ↑  “주역으로 일어난 미우라 하루마! 무대에서 빛나는 사람이라는 말에 분기 C & C 인터뷰”. 《CREA》. 2020년 9월 26일에 확인함.
133. ↑  “미우라 하루마 20대 마지막 연속 드라마는 “최초” 만끽 주제가로 가수 데뷔도”. 《산케이 리빙》. 2019년 7월 16일. 2020년 9월 26일에 확인함.
134. 1 2  “미우라 하루마, 아침의 승부 식사에 밥 고집 풀코스에서 성능 향상”. 2020년 12월 12일에 확인함.
135. ↑  “타카하시 유우, 미우라 하루마의 보컬 실력을 극찬! 싱글 「르포르타주」 한정판 “미우라 하루마와 부른 ver.”의 수록이 결정”. M-ON! MUSIC. 2020년 9월 24일에 확인함.
136. ↑  “미우라 하루마VocalReview「아베마리아」(캇찌니)”. 《JPOP의 함께하는 생활》. 2020년 10월 9일에 확인함.
137. ↑  “「집에 있는 시간에 성취감과 행복감을」 미우라 하루마 씨의 집밥”. 《아이스무》 (일본어). 2020년 12월 14일에 확인함.
138. ↑  “뜻밖의 일면! 미우라 하루마가 지금 사랑을 받는 것”. 《GINGERweb》 (일본어). 2020년 12월 14일에 확인함.
139. ↑  “RIZIN에서 에바타 루이가 “친구” 미우라 하루마 씨에게 바치는 승리! 「내 삶의 방식은 링에서 보여 주겠다」”. 《니프티 뉴스》. 2020년 9월 24일에 원본 문서에서 보존된 문서. 2020년 10월 13일에 확인함.
140. 1 2  “【전문게재】과거 고·미우라 하루마 씨와 함께 나스카와 텐신과 싸운 에바타 루이 「우리들의 마음 중에 제대로 하루마도 함께 싸워주고 있다」”. 《Yahoo!뉴스》 (일본어). 2020년 9월 29일에 원본 문서에서 보존된 문서. 2020년 10월 13일에 확인함.
141. ↑  “미우라 하루마 씨의 친구·킥 복서 에바타 루이의 승리로 보여준 「친구 이상의 정」(2020년 8월 12일)”. 《익사이트 뉴스》 (일본어). 2022년 7월 12일에 원본 문서에서 보존된 문서. 2020년 10월 13일에 확인함.
142. ↑  “친구의 격투에 있어서 빠뜨릴 수 없는 “군사”였던 미우라 하루마 씨 본인보다 연구에 열심이었다”. 《니코 니코 뉴스》. 2020년 10월 13일에 확인함.
143. ↑  “【RIZIN】 에비타 루이를 지원하는 친구·미우라 하루마 지원하는 꿈 무대에 함께 입장에”. 《eFight 【이파이트】 격투기 정보를 매일 전달!》. 2020년 10월 13일에 확인함.
144. ↑  “인생의 스승 킥 복서 에바타 형제와 3샷 훈련 동영상도 공개 (2018년 6월 27일)”. 《익사이트 뉴스》. 2020년 10월 13일에 확인함.
145. ↑  “에바타 무츠미와 루이가 친구·미우라 하루마을 추모 10년 전에도 함께 링인”. 《Yahoo!뉴스》. 2020년 10월 13일에 확인함.[깨진 링크(과거 내용 찾기)]
146. ↑  “장렬한 무대...왜 킥 복서 에바타 루이는 「RIZIN」에서 죽은 친구의 미우라 하루마 씨에게 부활 승리를 바칠 수 있는지 (THE PAGE)”. 《Yahoo!뉴스》. 2020년 10월 13일에 확인함.
147. ↑  “유즈 신곡이 미우라 하루마 주연 드라마 삽입곡 & 이미지 송으로”. 《음악 나탈리》 (나타샤). 2014년 1월 1일. 2020년 7월 21일에 확인함.
148. ↑  “유즈「연공」에 감동 신곡 PV로 미우라 하루마 출연 제안”. 《음악 나탈리》 (나타샤). 2008년 4월 1일. 2020년 7월 19일에 확인함.
149. ↑  “유즈 키타가와 유진, 미우라 하루마 씨를 애도 「말로는 잘 할 수 없어」 동영상 공개 (더 텔레비젼)”. 《Yahoo!뉴스》 (일본어). 2020년 12월 30일에 확인함.[깨진 링크(과거 내용 찾기)]
150. ↑  “유즈, 미우라 하루마 씨 출연 MV를 YouTube에 공개 수익화하지 않고 가사도 게재”. 《뉴스 사이트 시라베》. 2020년 7월 21일. 2020년 12월 3일에 확인함.
151. ↑  “JUJU, 미우라 하루마 씨와의 관계는 「정말 남매였다」 스즈키 료헤이에게 「세카호시」에서 “그에게 친절이” 넘치는 (네토라보)”. 《Yahoo!뉴스》. 2020년 12월 30일에 확인함.[깨진 링크(과거 내용 찾기)]
152. ↑  ““사제지간”이었던 배우·사토 코이치가 추모 댓글 「가장 후회하는 것은 하루마 너 자신일 것이다」”. 문춘 온라인. 2020년 7월 22일. 2020년 7월 24일에 확인함.
153. ↑  “미우라 쇼헤이가 미우라 하루마와 대사 맞추기 회상 「그는 천외자 가운데 살고 있습니다」 (사진 17장)”. 《영화 나탈리》. 2020년 12월 22일에 확인함.
154. ↑  “미우라 쇼헤이, 친구와 마지막 공연 「사실이라면 지금 내 옆에 하루마가 있어야 했어」”. 《여성자신PRIME》. 2020년 12월 22일에 확인함.
155. ↑  “미우라 하루마 씨, 사토 타케루, 시로타 유우의 못다한 재회의 약속 「하루마 또 다시」”. 《여성자신PRIME》 (일본어). 2020년 12월 25일에 확인함.
156. ↑  “사토 타케루, 친구·미우라 하루마 씨의 유작 「카네코이」 방송의 뒤에서 보인 의협심 (주간 여성 PRIME)”. 《Yahoo!뉴스》. 2020년 11월 1일에 원본 문서에서 보존된 문서. 2020년 12월 25일에 확인함.
157. ↑  “【미우라 하루마 씨 타계】 시로타 유우 「분장실에서 매니저도 얘기할 수 없을 정도로 초췌」 미우라 쇼헤이 「아무것도 들으려 하지 않았다」”. 문춘 온라인. 2020년 7월 19일. 2020년 7월 24일에 확인함.
158. ↑  “시로타 유우 친구·미우라 하루마 씨 추모 「사랑스럽다」 웃는 얼굴의 사진과 함께 「하루마의 뜻을 이어 받아 하루마 분까지…」”. 스포니치SponichiAnnex. 2020년 7월 24일. 2020년 7월 24일에 확인함.
159. ↑  “오구리 슌 & 미우라 하루마, 10년 계속된 “선후배 이상의 관계”에 육박 「슌 씨만  이었던 미우라을 구한 언동은?  <「은혼 2」 인터뷰>”. 모델프레스. 2018년 8월 16일. 2020년 7월 28일에 확인함.
160. ↑  “미우라 하루마로 화요서스의 명작이 32년 만 부활 민방 지상파 첫 4K 카메라로 촬영”. ORICON STYLE. 2014년 5월 8일. 2014년 5월 15일에 확인함.
161. ↑  이리쿠라 코이치 (2014년 5월 8일). “미우라 하루마 & 시로타 유가 「화요서스 전설의 드라마」가 부활!”. 시네마투데이. 2014년 5월 15일에 확인함.
162. ↑  “아야세 하루카 × 미우라 하루마 × 미즈카와 아사미 출연 「나를 보내 지마」 연속 드라마화”. ORICON STYLE. 2015년 11월 19일. 2015년 11월 19일에 확인함.
163. ↑  “미우라 하루마 : 히가시노 게이고 원작 드라마에 첫 바텐더 역 특보 영상 공개”. 《만탄웹》 (MANTAN). 2018년 11월 10일. 2018년 11월 19일에 확인함.
164. ↑  “미우라 하루마가 바텐더로 히가시노 게이고 원작 「다잉 아이」 연속 드라마화”. 《ORICON NEWS》 (oricon ME). 2018년 11월 10일. 2018년 11월 19일에 확인함.
165. ↑  “야기라 유야 아역 시대의 “경쟁” 미우라 하루마와의 협연에 감회 「엄청 기뻤다」”. ORICON NEWS. 2018년 12월 18일. 2020년 11월 18일에 확인함.
166. ↑  “야기라 유야, 미우라 하루마와 14년 만 출연에 「감동」”. SANSPO.COM. 2018년 12월 19일. 2020년 11월 18일에 확인함.
167. ↑  “『은혼 2』야기라 유야와 미우라 하루마가 현장에서 공유한 “감성”이란?”. WHAT'sIN? tokyo. 2018년 12월 15일. 2020년 11월 27일에 원본 문서에서 보존된 문서. 2020년 11월 18일에 확인함.
168. ↑  “우에노 쥬리 & 미우라 하루마 주연 「나오코」 프리미어에 고마자와 역전부가 에일!  : 영화 뉴스”. 《영화.com》. 2020년 10월 30일에 확인함.
169. ↑  “영화 「진격의 거인」 주연 미우라 하루마! 사다도 캐릭터 디자인 참여”. 영화 나탈리. 2014년 4월 3일. 2014년 4월 3일에 확인함.
170. ↑  [http://eiga.com/news/20141120/3/ 베일에 싸여 있던 실사판 「진격의 거인」배역을 공개합니다!  (2014년 11월 20일, 영화.com)
171. ↑  “「은혼 2」 미우라 하루마가 이토 카모타로, 쿠보타 마사타카가 카와카미 반사이를 연기”. 《영화 나탈리》 (나타샤). 2018년 6월 22일. 2018년 6월 22일에 확인함.
172. ↑  “오오이즈미 요 × 타카하타 미츠키 × 미우라 하루마로 「이런 야심한 밤에 바나나라고」 영화화! 웃음과 눈물의 실화 그리는”. 《영화.com》. 2018년 4월 23일. 2018년 4월 23일에 확인함.
173. ↑  “미우라 하루마는 눈부신 「컨피던스 맨 JP」 나가사와 마사미의 극찬에 히가시데 마사히로 들이낙담”. 《영화나탈리》 (나타샤). 2019년 5월 9일. 2019년 5월 9일에 확인함.
174. ↑  “미우라 하루마 주연으로 이사카 코타로 「아이네 클라이네 나흐트무지크」 영화화 감독은 이마이즈미 리키야”. 영화나탈리. 2018년 3월 11일. 2018년 3월 12일에 확인함.
175. ↑  “아라타 마켄유 「군청 파이터」 영화화 주연! 미우라 하루마 × 마츠야마 켄이치 × 야마자키 히로나도 참전”. 《영화.com》. 2019년 11월 27일. 2019년 11월 27일에 확인함.
176. ↑  “ZIPANG PUNK ~고에몬 로그 III 게키 × 시네 - 「연극 × 영상」의 신감각 엔터테인먼트”. 《www.geki-cine.jp》. 2020년 9월 26일에 확인함.
177. ↑  “오오타케 시노부 「뭐라고 순수」 미우라 하루마와 첫 공동 출연! 무대 「지옥의 오르페우스」”. 스포니치. 2015년 2월 24일. 2015년 2월 25일에 확인함.
178. ↑  “DISCOVER WORLD THEATRE”. 《www.bunkamura.co.jp》. 2020년 10월 8일에 확인함.
179. ↑  “미우라 하루마와 오오시마 유코가 첫 공동 출연, 내년 1· 2월에 「죄와 벌」개최 결정”. 음악 나탈리. 2018년 6월 7일. 2018년 6월 7일에 확인함.
180. ↑  “노기자카46 이쿠타 에리카, 로이드 웨버의 걸작 뮤지컬에서 미우라 하루마와 공연”. 《음악 나탈리》 (나타샤). 2019년 4월 8일. 2020년 1월 10일에 확인함.
181. ↑  “영화 「캡틴 하록」미우라 하루마가 성우 첫 도전, 하록 역은 오구리 슌”. 《마이 코미 저널》. 2012년 5월 8일. 2013년 5월 8일에 확인함.
182. ↑  “오구리 슌 & 미우라 하루마 「캡틴 하록」성우로 강력 태그!  : 영화 뉴스”. 《영화.com》. 2020년 10월 25일에 확인함.
183. ↑  NHK. “NHK 스페셜 자폐증 네가 가르쳐 준 것”. 《텔레비전  60년 특선 컬렉션 NHK 자료실》. 2020년 10월 13일에 확인함.
184. ↑  NHK. “자폐증 너와의 날들”. 《텔레비전  60년 특선 컬렉션 NHK 자료실》. 2020년 10월 13일에 확인함.
185. ↑  “미우라 하루마 씨 생전 마지막 「세카호시」 방송...자청한 「일본제」 테마”. 데일리스포츠. 2020년 8월 27일. 2020년 8월 28일에 확인함.
186. ↑  “THE GAME특집”. 2021년 3월 5일에 원본 문서에서 보존된 문서. 2021년 3월 5일에 확인함.
187. ↑  “DVD「The Game Boys’Film Show」아뮤즈 소프트 엔터테인먼트”. 《www.amuse-s-e.co.jp》. 2021년 3월 16일에 원본 문서에서 보존된 문서. 2021년 3월 16일에 확인함.
188. ↑  “THE GAME : 아뮤즈 신진 배우의 영상 페스티벌이 DVD화 미우라 하루마, 사토 타케루, 카미키 류노스케......”. 2021년 3월 16일에 원본 문서에서 보존된 문서. 2021년 3월 16일에 확인함.
189. ↑  “미우라 하루마 씨가 명화의 음성 가이드 코토루도 미술관 전시회”. 아사히 신문DIGITAL. 2019년 9월 3일. 2020년 11월 7일에 원본 문서에서 보존된 문서. 2020년 11월 19일에 확인함.
190. ↑  닛폰 텔레비젼 방송망 주식회사. “최강 연예인 선생님이 대집합 2시간 스페셜!  미우라 하루마 선생님이 가르치는! 지금 알고 싶은 메이드 인 일본”. 《NTV》. 2020년 11월 17일에 확인함.
191. ↑  “미우라 하루마 2nd 싱글 「Night Diver」 당초 예정대로 발매 매출 일부는 라오스 아동 병원에 기부”. 음악 나탈리. 2020년 7월 23일. 2020년 7월 24일에 확인함.
192. ↑  “제63회 마이니치 영화 콩쿠르 발표 최고상에『굿바이』”. 《ORICON NEWS》. 2020년 9월 19일에 확인함.
193. ↑  “미우라 하루마 서울 드라마 어워즈 2019 「아시아 스타상」 수상!  <TWO WEEKS>”. 더 텔레비전. 2019년 8월 29일. 2020년 7월 19일에 확인함.